# Episodi di Alias (seconda stagione)
La seconda stagione di Alias è stata trasmessa negli Stati Uniti dal 29 settembre 2002 al 4 maggio 2003 sul network ABC.
| nº | Titolo originale     | Titolo italiano               | Prima TV USA      | Prima TV Italia |
| -- | -------------------- | ----------------------------- | ----------------- | --------------- |
| 1  | The Enemy Walks In   | Entra il nemico               | 29 settembre 2002 | 12 giugno 2003  |
| 2  | Trust Me             | Fiducia                       | 6 ottobre 2002    | 12 giugno 2003  |
| 3  | Cipher               | Cifre                         | 13 ottobre 2002   | 19 giugno 2003  |
| 4  | Dead Drop            | Bugie                         | 20 ottobre 2002   | 19 giugno 2003  |
| 5  | The Indicator        | Il puzzle                     | 3 novembre 2002   | 26 giugno 2003  |
| 6  | Salvation            | Salvezza                      | 10 novembre 2002  | 26 giugno 2003  |
| 7  | The Counteragent     | L'antidoto                    | 17 novembre 2002  | 3 luglio 2003   |
| 8  | Passage (Part 1 e 2) | Passaggio (parte 1 e 2)       | 1º dicembre 2002  | 3 luglio 2003   |
| 9  | Passage (Part 1 e 2) | Passaggio (parte 1 e 2)       | 8 dicembre 2002   | 10 luglio 2003  |
| 10 | The Abduction        | Il rapimento                  | 15 dicembre 2002  | 10 luglio 2003  |
| 11 | A Higher Echelon     | Echelon                       | 5 gennaio 2003    | 17 luglio 2003  |
| 12 | The Getaway          | La fuga                       | 12 gennaio 2003   | 17 luglio 2003  |
| 13 | Phase One            | Fase Uno                      | 26 gennaio 2003   | 24 luglio 2003  |
| 14 | Double Agent         | Duplicazione                  | 2 febbraio 2003   | 24 luglio 2003  |
| 15 | A Free Agent         | Un agente libero              | 9 febbraio 2003   | 31 luglio 2003  |
| 16 | Firebomb             | Bomba di fuoco                | 23 febbraio 2003  | 31 luglio 2003  |
| 17 | A Dark Turn          | Una svolta nel buio           | 2 marzo 2003      | 7 agosto 2003   |
| 18 | Truth Takes Time     | La verità ha bisogno di tempo | 16 marzo 2003     | 7 agosto 2003   |
| 19 | Endgame              | Fine del gioco                | 30 marzo 2003     | 14 agosto 2003  |
| 20 | Countdown            | Conto alla rovescia           | 27 aprile 2003    | 14 agosto 2003  |
| 21 | Second Double        | Il secondo duplicato          | 4 maggio 2003     | 21 agosto 2003  |
| 22 | The Telling          | Il "Dire"                     | 4 maggio 2003     | 21 agosto 2003  |

## Entra il nemico
- Titolo originale: The Enemy Walks In
- Diretto da: Ken Olin
- Scritto da: J. J. Abrams
  - Derrick O'Connor è Alexander Khasinau

### Trama
Avevamo lasciato Sydney legata a una sedia, alle prese con sua madre e senza possibilità di scappare. La ritroviamo nell'ufficio della dottoressa Barnett, alla quale Syd sta raccontando ciò che è accaduto dopo. Irina le ha sparato alla spalla e poi l'ha lasciata sola; solo allora lei è riuscita a liberarsi con una serie di mosse difficili e seminando le guardie che si mettevano lungo il cammino della sua fuga. Poi si è incontrata al punto di recupero con Jack, sperando di ritrovare lì Vaughn. Invece con suo padre c'era solo Will, al quale hanno dovuto spiegare la verità sulla loro doppia vita. Anche il secondo problema con cui era alle prese Sydney, ossia i sospetti di Dixon, è stato affrontato insieme a Jack, che ha spiegato a Sloane di avere assegnato lui il nome in codice "Freelancer" a sua figlia. Lo ha poi convinto a concedere la grazia a Will Tippin, che non darà più fastidio. In una scena commovente anche Dixon si scusa con Syd per aver dubitato di lei. Sydney si incontra con Weiss, ma nemmeno alla CIA hanno notizie di Vaughn; invece devono occuparsi della prossima missione. Syd andrà in Francia con Dixon e dovrà sostituire il cavo del telefono di Raveis, un uomo di Khasinau. Durante la missione, Syd riesce a sabotare il telefono, poi nota la presenza di un uomo che aveva visto anche a Taipei. Seguendolo, Syd trova un sotterraneo pieno di cavie di Khasinau, alcune delle quali in fin di vita. Fra esse c'è anche Vaughn: Sydney gli inietta dell'adrenalina e poi lo porta in salvo, sollevata del fatto di averlo ritrovato. A Los Angeles, Sydney parla ancora con la psicologa e le conferma che nessun limite fra lei e Vaughn è stato oltrepassato; invece Will ha dovuto fingere di essere un drogato e mentire davanti alla tv, dicendo di essersi inventato tutto sull'SD-6. In questo modo Sloane l'ha risparmiato, ma ha perso il suo lavoro.Vaughn spiega a Sydney come si è salvato dall'ondata d'acqua, poi i due sono raggiunti da Kendall e Jack. Il primo è il nuovo capo della task force di Vaughn e dunque sarà anche il capo di Jack e Sydney. I due agenti e Weiss sono mandati a Barcellona a recuperare "La Bibbia", un libro che contiene tutti i contatti di Khasinau e di Irina Derevko. Una volta al porto, l'uomo si incontra con il suo contatto, ma vengono sorpresi da una raffica di colpi ancora prima che intervenga la CIA. Si tratta di Irina, che si è messa a sparare come un cecchino dal tetto. Uno dei colpi colpisce di striscio al collo Weiss, assistito da Vaughn. Nel trambusto solo Sydney insegue Khasinau in un magazzino e i due combattono. Proprio mentre Syd ha la meglio su di lui, Irina Derevko compare alle sue spalle; ma invece di uccidere la figlia, spara in pieno petto al suo ex-capo del KGB, che muore. Irina si porta via la "Bibbia" e dice a sua figlia che "la verità richiede tempo". Una volta a Los Angeles, Syd è serena perché non dovrà più mentire a Will sul suo lavoro; ma la sua tranquillità dura poco. Si incontra di nuovo con la Barnett, sconvolta. Le racconta che dopo il funerale di Emily Sloane, al quale ha dovuto tenere l'elogio funebre, Jack l'ha avvisata che sua madre si è consegnata alla CIA. Sydney è convinta che questo sia un problema che non potrà gestire facilmente...

## Fiducia
- Titolo originale: Trust Me
- Diretto da: Craig Zisk
- Scritto da: John Eisendrath

### Trama
Irina viene messa in una prigione a Los Angeles sotto la sorveglianza di Kendall e della sua task force. Sydney e Jack sono convinti che voglia qualcosa e abbia un piano preciso per ottenerla, per questo concordano sul non doversi fidare di lei. Sloane è diventato un membro dell'alleanza dopo aver ucciso Emily; per questo motivo gli viene iniettato uno strano congegno in una sorta di rito di iniziazione. Sydney è convinta che abbia barattato l'ingresso nell'Alleanza con l'omicidio di sua moglie. Irina Derevko, intanto, dice a Kendall che non parlerà con nessuno che non sia Sydney; Vaughn appoggia in pieno la condotta della ragazza, che non vuole incontrarla per nessun motivo. Ma Kendall gli fa pressioni, dicendogli di convincerla a collaborare e a parlare con sua madre.
Syd viene mandata a recuperare un disco contenente informazioni di ogni genere su persone importanti, che Irina Derevko usava per ricattare i potenti. Questo disco si trova in un hotel di Rabat; Syd dovrà recuperarlo e passarlo a un agente della CIA che farà una copia in tempo utile per ingannare l'SD-6. Vaughn però le consiglia anche di parlare con Irina, ma lei Syd si rifiuta nuovamente.
Allora è Vaughn che va a parlare con Irina. Il dialogo è teso e difficile per lui, che fatica a guardarla in faccia; ma poi le dice che se vuole parlare con sua figlia dovrà conquistare la sua fiducia, così le chiede se Sydney dovrebbe sapere qualcosa della camera in cui si trova il disco. Quando Vaughn cita Sydney col suo nome, Irina è sorpresa della familiarità fra i due agenti. Poi gli dice di avvisarla di aprire la cassaforte solo dopo aver azionato l'allarme antincendio. Prima che Vaughn se ne vada, Irina gli dice che assomiglia molto a suo padre e gli fa capire di averlo riconosciuto. Vaughn contatta Syd con la trasmittente e le dice che dovrebbe fidarsi di Irina, ma la ragazza non accetta il consiglio e apre la cassaforte prima di attivare l'allarme antincendio, instaurando così un meccanismo che fa scattare un altro allarme nell'hotel. Inoltre Syd non riesce a passare il disco all'agente della CIA perché sopraggiunge Dixon al momento dello scambio. Una volta a Los Angeles Sydney parla con Vaughn e gli dice che vuole incontrare Irina; lui stavolta le sconsiglia di farlo perché ha un effetto strano sulle persone; ma lei va a incontrarla e cerca di mantenere il sangue freddo. La madre le dice che Sloane vuole ricattare Peter Fortson, il creatore di una telecamera satellitare per lo spionaggio; non le dice molto di più, ma le chiede di fidarsi. Appena uscita dalla stanza, Sydney scoppia in lacrime. Lei e Vaughn partono per Helsinki, dove dovranno contrastare Sloane che andrà a ricattare Fortson. Con l'aiuto di Vaughn che la copre, Syd entra nel laboratorio e ruba la telecamera prima che Sloane ci metta sopra le mani. 
A Los Angeles, Will deve fare delle ore di servizi sociali per pagare la sua finta overdose; dato che non lavora più, offre anche il suo aiuto a Francie che ha deciso di aprire un ristorante e ha bisogno di una mano. Sydney porta la telecamera a Kendall e segna così una tregua; poi un'agente della task force le comunica che Irina le manda un messaggio: è fiera di lei. Allora, infastidita, raggiunge la cella di sua madre e, ancora mascherata con l'ultimo alias, le dice che fra loro non ci saranno momenti di tenerezza né situazioni informali: sua madre è morta in quell'incidente e lei non le vuole bene; d'ora in poi la dovrà chiamare "Agente Bristow". Sydney se ne va e Irina lascia trasparire un sorriso di soddisfazione per il vigore
di sua figlia...

## Cifre
- Titolo originale: Cipher
- Diretto da: Dan Attias
- Scritto da: Alex Kurtzman, Roberto Orci

### Trama
La telecamera rubata da Sydney a Helsinki non era altro che un prototipo; infatti Sark lancerà in orbita la versione funzionante tramite l'Agenzia Spaziale Asiatica e sarà presente al lancio. Syd dovrà attaccare una scheda di trasmissione al satellite per fare in modo che l'SD-6 veda ciò che cercherà Sark con la telecamera.
Kendall invita Sydney a parlare con Irina per scoprire cosa vuole Sark, dato che ora è il capo dell'organizzazione; Jack intanto parla con la psicologa ed è contrario che sua figlia visiti la madre. La Barnett nota che Jack chiama Irina "Laura", quindi probabilmente è ancora legato alla figura di sua moglie...intanto quest’ultima spiega a Sydney che Sark con la telecamera cerca un luogo nel mondo in cui si trova un antico carillon di Rambaldi; le spiega che la melodia del carillon racchiude un'equazione numerica per generare l'Energia Punto-0. Poi le chiede una cosa su una vecchia recita del Ringraziamento che doveva fare Sydney poco prima che Irina "sparisse", ma Syd dice di non ricordarselo. Sydney più tardi lo chiede a Jack, che le ricorda che aveva interpretato il tacchino; l'ammonisce anche di non fidarsi di Irina. Vaughn dice a Sydney che dovrà attaccare anche la scheda della CIA al satellite e così anche loro saranno informati delle ricerche di Sark; poi le comunica che la CIA vorrebbe interrogare Will sul periodo del suo rapimento perché nel suo rapporto ha detto di aver visto Sark lavorare a un computer. Will non è entusiasta della cosa ma si incontra con Vaughn in un ascensore. Quando scopre chi è il misterioso "Vaughn" di cui parla sempre Syd, Will gli chiede anche se è stato lui a regalare una cornice a Syd il precedente Natale. In Sri Lanka, Syd riesce a raggiungere il razzo e ad attaccarci entrambe le schede; Dixon intanto manda in corto le telecamere di sicurezza, insospettendo così Sark che anticipa il lancio. Sydney riesce a salvarsi per un pelo. Successivamente all'SD-6 scoprono che Sark ha individuato il carillon di Rambaldi in una zona della Siberia. Alla CIA, invece, Will è sotto ipnosi e ricorda che Sark stava scrivendo al computer i nomi di quattro grandi scrittori russi (Dosteyevsky, Nabokov, Tolstoy e Checov). Portando i nomi a Irina, lei codifica il messaggio in un codice numerico che attiverà il carillon, poi le ricorda di stare attenta a Sark, che non si farà scrupoli. Syd le rivela che alla recita era un tacchino, e Irina piange. A casa sua, Sloane riceve una chiamata da un Bed & Breakfast di Sonoma; era solito andarci con Emily... 
Jack decide di parlare con Irina e le dice che se farà soffrire Sydney, lui la ucciderà; tuttavia, prima che esca dalla stanza, Irina gli chiede se ha mai rivelato a Sydney quello che le ha fatto dopo che lei era scomparsa...Cosa nasconde Jack? In Siberia Sydney trova il carillon e inserisce il codice; l'antico oggetto inizia a suonare e la CIA riceve la musica, mentre l'SD-6 no. Una volta ottenuto il sonoro, Syd distrugge il carillon con un acido, ma non sa che all'esterno gli agenti di guardia stanno subendo un attacco da un gruppo di uomini di Sark. Dixon riesce ad avvisarla, ma appena Syd si volta, trova Sark di fronte a sé. La ragazza si salva lanciandogli nella gamba un piccolo martello, ma mentre scappa Sark spara involontariamente al ghiaccio sottostante mentre si tiene la gamba per il dolore. Sydney finisce così in acqua e lì il ghiaccio si riforma in meno di 4 secondi...

## Bugie
- Titolo originale: Dead Drop
- Diretto da: Guy Bee
- Scritto da: Jesse Alexander

### Trama
Sydney viene salvata da Dixon, che la tira fuori dal ghiaccio appena in tempo; Sark è fuggito col carillon, ma Syd rivela a Sloane che era inutilizzabile perché corroso dal tempo. Quest’ultimo è un po' sorpreso da questa cosa, ma Syd dissimula la sua colpa dicendogli che è un altro segreto di Rambaldi. Kendall nega la richiesta di Jack di trasferire Irina perché si sta rivelando un grande aiuto per loro. Jack è sempre più in pensiero per Sidney e le dice che è preoccupato per lei perché potrebbe affezionarsi troppo a Irina. Sloane comunica a Jack della telefonata ricevuta dall’hotel di Sonoma e gli chiede di indagare con discrezione; allora Jack manda Dixon a verificare chi ha telefonato a Sloane. Il carillon viene recuperato dall'SD-6 in un rifugio di Sark alle Isole Falkland insieme a un uomo malato di un morbo sconosciuto. Jack interroga quest'uomo, che ha disegnato una mappa per recuperare la "Bibbia" di Irina Derevko e l'ha poi nascosta nella prima edizione di "Guerra e Pace" che si trova in una biblioteca militare di Mosca. Jack cerca di convincere Sydney a non partire e le dà una falsa mappa da dare all'SD-6, ma la ragazza non acconsente e gli dice che non vuole affezionarsi a Irina, ma solo scoprire ogni cosa che possa danneggiare l'SD-6.
Will, intanto, segue dei corsi per riabilitarsi dalla "finta overdose" e lì incontra una ragazza che gli dice che secondo lei la storia dell'SD-6 era vera e lui è stato obbligato a fingere di essersi drogato. Lui le conferma di essersi inventato tutto. In realtà la ragazza è un'agente dell'SD-6 mandata da Sloane a controllare Will che supera così l'esame. Intanto Dixon comunica a Sloane che nella notte in cui ha ricevuto la chiamata, nel B&B di Sonoma qualcuno ha firmato la presenza come Emily Sloane! Sydney incontra Irina che le spiega come trovare la mappa alla biblioteca, poi le chiede se può darle gli orecchini che aveva quando si è consegnata. Prima che Syd parta, Vaughn le dice che le è vicino in questo momento così difficile. Sydney incontra dei guai alla biblioteca militare: trova il libro e dentro di esso la mappa, ma viene raggiunta da Sark che le punta un'arma contro e le chiede di lavorare per lui. Syd fa scattare un allarme e riesce a scappare con la mappa, ma si trova chiusa in un ufficio senza via d'uscita. Vaughn corre da Irina e le chiede di aiutare Syd che ə braccata dalle guardie della biblioteca. Irina ricorda che in un ufficio c'era un passaggio segreto e Syd fortunatamente è proprio in quell'ufficio. La ragazza scappa e Vaughn sospira di sollievo, con Irina che gli chiede come possa dire grazie alla donna che ha ucciso suo padre. Vaughn le conferma che non glielo dirà.
Irina codifica la mappa e scopre che la "Bibbia" è in Madagascar; Kendall decide di mandare Vaughn e Sydney a recuperarla. Jack, che non è più disposto a sopportare Irina, ingaggia un suo contatto per minare la zona in cui secondo le coordinate si troverà la "Bibbia". Una volta in missione, Syd e Vaughn trovano una vecchia casa in cui dovrebbe esserci la "Bibbia". Jack finge di avere un'intuizione e chiede all'addetto CIA di cambiare satellite e passa a quello a infrarossi, scoprendo una dose massiccia di esplosivo. Syd e Vaughn si ritirano, ma vengono intercettati da Sark che ancora una volta li ha raggiunti. L'uomo fa entrare i suoi nella casa, che ovviamente esplode fragorosamente. Quando Syd e Vaughn si rialzano, la casa è esplosa e Sark è scomparso. Syd è distrutta: Irina l'ha ingannata...
Una volta a Los Angeles, Sydney si incontra con Jack e gli chiede scusa per essere stata ingenua, abbracciandolo...

## Il puzzle
- Titolo originale: The Indicator
- Diretto da: Ken Olin
- Scritto da: Jeff Pinkner

### Trama
Sydney testimonia presso una commissione della CIA e conferma che Jack ha salvato lei e Vaughn da una trappola di Irina Derevko; Syd trova gli orecchini della madre nella sua cella e ringrazia ancora Jack. Intanto a Vienna un uomo dell'SD-6 è ucciso dalla "Triade"; prima di morire aveva rivelato che la "Triade" stava costruendo 16 armi di nuova generazione nascoste a Budapest. Sydney dovrà andare dove si trovano le armi e fotografarle. Vaughn si incontra con Sydney e le dice di avere dei dubbi sull'accaduto in Madagascar e sull'intuizione di Jack: secondo lui è stato proprio Jack a minare la casa. Sydney si arrabbia e gli dice che è solo geloso di suo padre che ora ha messo a rischio la sua autorità.
Jack dà la contromissione a Sydney: dovrà fare le foto per la CIA e dare all'SD-6 delle foto di finte armi. Poi dice a Syd che Irina sarà processata e rischierà di subire la pena di morte per aver rotto l'accordo che aveva con la CIA. Vaughn scopre da un amico che Manolo Souza è a Los Angeles per aver trasportato esplosivi in Madagascar; lo incontra e scopre che lavorava per Jack! A Budapest, Syd riesce a scoprire il luogo dove si trovano le armi della "Triade", ma con grande sorpresa nota che non sono armi, bensì 16 bambini!
Alla CIA le spiegano che quei bambini vengono addestrati come agenti "dormienti", ossia fanno degli "stage" in cui imparano a essere agenti e poi sono rimandati a casa finché non avranno l'età giusta per essere arruolati. Anche il KGB stava sviluppando un simile programmi anni prima. Sloane parla con Jack e gli spiega di avere avvelenato Emily e che ora qualcuno vuole fargli credere che sia ancora viva; gli suggerisce di scoprire se ha rubato il posto a qualcuno entrando nell'Alleanza. Ancora una volta, Sloane, trova un segno della presenza della moglie: in casa sua c'è un bicchiere di vino. Dopo averlo fatto analizzare, Sloane scopre che dentro c'è il VTX, un antidoto al morfato di sodio che può simulare la morte di una persona. Alla CIA intanto si scopre il nome dell'istruttore dei bambini, ossia un ex-agente del KGB di nome Valerie Kolakov; Sydney si offre di andarlo a catturare a Buenos Aires. Prima che Syd parta, Vaughn dice a Jack che se non dirà la verità a Sydney, lo farà lui quando torna. In missione, Sydney riesce a entrare nella casa di Kolakov e durante una colluttazione cade in acqua e rimane momentaneamente privo di sensi. Sydney trova in casa sua uno strano puzzle di pezzi tridimensionali e scopre di essere in grado di montarlo senza alcun problema. Tornata a Los Angeles, si sottopone all'ipnosi regressiva perché vuole capire come mai sa montare quel puzzle. Durante l'ipnosi, Sydney scopre che qualcuno l'aveva addestrata a farlo...Jack!
La ragazza si incontra col padre e gli racconta alcuni ricordi di quando era bambina: lui si era occupato del "Progetto Natale" e Irina era arrivata a Los Angeles proprio per rubare i segreti su quel progetto. Jack ha addestrato anche Sydney e così facendo l'ha obbligata a diventare un agente, l'ha condannata a una vita di spionaggio. Sydney ha anche capito che è stato lui a incastrare Irina in Madagascar e non lascia tempo al padre per spiegarsi. Se ne va in lacrime e raggiunge Vaughn alla CIA. Vedendola in lacrime e completamente distrutta, lui la consola in un tenero abbraccio...

## Salvezza
- Titolo originale: Salvation
- Diretto da: Perry Lang
- Scritto da: Alex Kurtzman, Roberto Orci

### Trama
L'SD-6 assegna una nuova missione a Sydney e Jack: il gruppo di Sark lavora su un'arma biologica e sembra che Claus Richter sia stato esposto a questo virus prima di venire catturato dall'SD-6. Il gruppo di ricerca su questo virus si trova in un ospedale privato di Ginevra, Jack e Syd dovranno fingersi padre e figlia pronti a sottoporsi a un trapianto di rene.
Intanto dovrebbe cominciare il processo contro Irina Derevko, che si dichiara colpevole di tutti i crimini commessi vent'anni prima e viene così condannata a morte. Syd vuole difendere la madre e scrive una lettera al vice-direttore della CIA per fermare l'esecuzione, svelando che era stato il padre ad incastrare la Derevko in Madagascar.
Jack cerca di spiegarle le sue ragioni per il “progetto Natale”, ma Syd non vuole credergli. In viaggio per Ginevra Jack le comunica che ha intercettato la sua lettera e cerca di convincerla a desistere. Sydney però non si fida più del padre, pensa che si sia inaridito e che veda in lei il più grande sbaglio della sua vita. Nel frattempo Will, abbattuto per l'estromissione dal mondo del lavoro dopo lo scandalo, contatta Vaughn per chiedergli di aiutarlo e trovargli un lavoro: Vaughn gli spiega che la CIA non può assumerlo perché ha dei precedenti (pur essendo essi finti, però gli affida una ricerca ufficiosa sui questionari per il quoziente intellettivo che venivano fatti nelle scuole elementari americane. Egli ritiene infatti che potrebbero essere coinvolti con il progetto Natale del KGB. La missione di Ginevra ha esito positivo: Syd e Jack recuperano un campione di sangue dal paziente zero, che si scopre essere stato un ex-agente al servizio di Irina Derevko. Intanto Sloane continua a ricevere prove del fatto che sua moglie sia viva e così Jack lo invita a verificare la cosa.
Dalle ricerche della CIA viene fuori che probabilmente è stato l'apparecchio di Rambaldi a Taipei a scatenare il virus dell'arma biologica e forse Sydney e Vaughn si sono esposti ad esso durante la loro missione di 5 settimane prima. I due sono costretti a restare nel laboratorio della CIA per la notte mentre vengono fatti gli esami. 
La mattina dopo Sydney e Vaughn si chiedono se siano ammalati e la ragazza vorrebbe finalmente dirgli quanto tiene a lui, quando i due sono interrotti dall'arrivo del dottore: Sydney è sana, può lasciare la struttura della CIA, mentre Vaughn dovrà fermarsi per ulteriori accertamenti. Jack confessa davanti a una commissione CIA di aver incastrato Irina Derevko, ma spiega anche che l'ha fatto per proteggere sua figlia e che ora sta rivelando la verità per farle capire che le vuole bene ed è orgoglioso di lei. Syd osserva la confessione di Jack in lacrime. Più tardi si incontra con Vaughn, dichiarato sano dai dottori CIA, che le comunica che la punizione di Jack sarà l'arresto per il tradimento al Governo e che Irina verrà comunque giustiziata. Syd decide allora di fermare il senatore Douglas (capo della commissione) per risolvere i problemi dei suoi genitori, ma per farlo usa un sotterfugio: dice di aver scoperto che uno dei senatori è in realtà colluso con l'Alleanza e che solo suo padre potrà aiutarla a scoprire tutta la verità. L'inganno ha effetto e Jack è di nuovo libero e la pena di morte per Irina viene sospesa.
La stessa notte, Sloane riesuma la tomba di Emily e scopre che la bara è vuota.
Nonostante sia stato dichiarato sano dai medici della CIA, nella scena finale della puntata Vaughn manifesta il primo sintomo del virus: gli esce sangue dalle unghie delle mani...

## L'antidoto
- Titolo originale: The Counteragent
- Diretto da: Dan Attias
- Scritto da: John Eisendrath

### Trama
Vaughn sa che l'unica possibilità che ha è chiedere aiuto a Irina. Lei lo ringrazia per aver provato che è stato Jack a mettere l'esplosivo in Madagascar, ma lui le dice di non averlo fatto per lei. Le svela di essere stato infettato e dato che non ha molto tempo le chiede aiuto. Irina in cambio vuole sapere cosa prova Vaughn per Sydney, lui le promette che se l'aiuterà le dirà ciò che vuole sapere.
Nel frattempo Will spiega a Sydney le sue scoperte sugli archivi dei test per il quoziente intellettivo, dai quali mancano i registri del 1982; Sydney gli spiega più in dettaglio che la ricerca riguarda il "Progetto Natale".
Sydney scopre che Vaughn è stato male e allora chiede a Irina come trovare l'antidoto; lei le dice che lo potrà ottenere in Estonia, a Paldiski. I dottori della CIA hanno scoperto che per avere un antidoto valido, Syd dovrà crearlo al momento sfruttando un campione di sangue di Vaughn, dato che varia da persona a persona. Allora Syd raggiunge Vaughn e gli preleva del sangue, addolorata nel vederlo soffrire. Lui le chiede di stare attenta in missione e poi ha un collasso. Fuori dalla sala di ricovero, Sydney incontra Alice, l'ex-fidanzata di Vaughn. A quanto pare i due sono tornati insieme e la ragazza ne rimane sconvolta.
Sloane racconta a Jack di aver trovato la bara di Emily vuota e teme che qualcuno voglia compromettere la sua credibilità con l'alleanza; i due torturano il prigioniero Richter, che gli svela il luogo in cui si trova la base della Derevko. 
Intanto Will trova i test del 1982 contattando la sua vecchia amica del giornale; ma Francie, leggendole, capisce che sono in realtà del 1983 perché c'è un riferimento all'invasione americana di Granada; Will raggiunge un impiegato del Dipartimento dell'Istruzione che gli dà i veri test del 1982 ed è molto sorpreso di vedere come i test siano stati modificati. 
Sydney va in missione a Paldiski e scopre che c'è anche Sark. Purtroppo nel momento in cui deve sintetizzare l'antidoto, scopre che scatterà un allarme se lo farà, ma non ha scelta: ignora l'ordine di Kendall e ottiene l'antidoto per Vaughn, ma viene poi catturata da Sark che la minaccia di lasciarla morire sotto una pioggia di acido. Fa un patto con lei: le lascerà l'antidoto e la lascerà viva se in cambio gli consegnerà Arvin Sloane.
Jack sostiene Sydney, perché sa che la presenza di Vaughn è troppo importante per loro. Così la CIA e Sark organizzano la missione a Tokyo: Sydney è vestita da geisha e riesce ad addormentare Sloane, in un hotel per un soggiorno di riposo, senza farsi riconoscere. Sark porta via Sloane in ambulanza e in quello stesso momento Jack ottiene l'antidoto per Vaughn.
Quando Vaughn si sveglia trova Jack al suo fianco: gli spiega che Syd ha ottenuto l'antidoto barattando la vita di Sloane con Sark. Ma quando Sydney arriva all'SD-6 la sorpresa è grande: non solo Sloane è ancora vivo, ma ora Sark sarà un nuovo associato della sezione! Sark le parla in privato e le spiega che ha fatto credere a Sloane di aver sventato un attentato ai suoi danni e di voler collaborare con l'SD-6 per risolvere insieme il mistero di Rambaldi. Ha poi mostrato a Sloane una strana lettera, di cui non dice nulla a Sydney...
Vaugh torna da Irina e le confessa che da quando Sydney è nella sua vita l'ha migliorata, ma al tempo stesso peggiorata. Irina gli dice che dovrebbe dirlo alla persona che conta, ma lui le ricorda che hanno delle regole alla CIA sul modo di intavolare un rapporto fra un agente e il suo supervisore, ma Irina gli ricorda che vi sono anche regole fra uomini e donne.
Vaughn incontra Sydney e le spiega che è tornato con Alice da un po' di tempo, ma lei non vuole sapere i dettagli ed è ancora visibilmente rammaricata da questa scoperta. Sydney se ne va e Vaughn dopo alcuni istanti la segue, forse finalmente per dirle la verità sui suoi sentimenti. Ma Sydney è già sparita. Il suo sorriso finale, però, lascia intendere che ci sarà tempo...

## Passaggio (pt.1)
- Titolo originale: Passage (Part 1)
- Diretto da: Ken Olin
- Scritto da: Debra J. Fisher, Erica Messer

### Trama
Sydney segue Sark in auto e, minacciandolo, lo invita a non dire nulla a Sloane sulla loro collaborazione. Lui le ricorda che non dirà nulla anche per non svelare il suo coinvolgimento. Sydney, però, è preoccupata e chiede a Irina se ha mai detto a Sark che lei e Jack sono doppiogiochisti per la CIA. Irina la rassicura di non avergli mai detto nulla. Al primo briefing con Sark all'SD-6 gli animi sono tesi, anche se lui rassicura i membri della squadra che ha l'occasione della sua vita e non vuole sprecarla. La nuova missione per Sydney e Dixon è comprare dei codici usati dalle truppe uzbeke che interessano ai ribelli del Tajikistan. Sydney spiega la missione a Irina e lei, in modo molto misterioso, le dice che la CIA deve fidarsi di lei e lasciarla uscire per 48 ore. Non le vuole dare dettagli perché non si fida della CIA, così Syd chiede il parere di Kendall, che vieta la possibilità di lasciare uscire Irina. 
Sark e Sloane parlano in privato e il ragazzo lo ammonisce di non dire nulla a Jack sulla vera finalità dei codici che stanno rubando; poi Sloane riceva una chiamata da un uomo sconosciuto che gli chiede di dargli i numeri di conto dell'SD-6 per non rivelare all'Alleanza che Emily è ancora viva. Lui in cambio chiede una prova del fatto che la moglie sia davvero viva.
In Uzbekistan, Sydney e Dixon si incontrano col contatto e scoprono che la valigia contenente i codici si apre solo con l'impronta di un generale; il contatto l'ha fatto uccidere in modo da trovarlo sicuramente all'obitorio militare. I tre si infiltrano nell'obitorio portando Sydney truccata come un cadavere. La ragazza ottiene l'impronta del generale e dopo una colluttazione scappa via.
Intanto Will spiega a Vaughn cosa ha scoperto sui test e lui gli dice con rammarico che deve scaricarlo perché Devlin non approva le ricerche di Will; il ragazzo si incontra con Sydney e le dice che Vaughn l'ha licenziato e viene anche a scoprire che ora Sark lavora con lei a Los Angeles. Sydney difende Will con Vaughn e lui le spiega che la sua ricerca è stata mandata all'FBI e gli dispiace di non poter fare di più per lui. Poi Vaughn le mostra un orologio che gli aveva regalato suo padre, dicendogli di "regolare il suo cuore con quell'orologio". Vaughn le rivela che l'orologio si è rotto il giorno in cui si sono conosciuti. In quel momento i cercapersone dei due agenti suonano e interrompono il momento, ma Sydney gli dice che è lo stesso per lei.
Kendall spiega agli agenti che i codici servono per armare sei testate nucleari; quando chiedono a Irina perché non gliel'ha detto, lei dice che avrebbero organizzato una missione per dare i codici sbagliati e Sydney sarebbe stata scoperta da Sark e Sloane. La donna spiega loro che le testate sono in Kashmir, sotto il controllo del Fronte Rivoluzionario Popolare; Sydney convince la madre a guidarla laggiù e Jack le dice che andrà con loro per controllare Irina. Le lega al collo una collana rivestita di C-4 e le dice che se cercherà di tradirli, lui la farà esplodere.
Will si incontra ancora con Vaughn e, sebbene non possa più farlo lavorare, gli dà una rivista che riporta i risultati dei bambini che hanno ottenuto i migliori risultati ai test; Vaughn gli dice che l'FBI ci lavora da tempo ma che non li avevano ancora trovati ed è sorpreso dalla bravura di Will. Sydney, Jack e Irina volano verso l'India e la donna dice alla figlia che Vaughn non dorme tranquillo quando lei è in missione e che legge negli occhi dei due un sentimento profondo. Jack le ricorda che non è adatta a dare consigli sulla vita sentimentale e i due genitori litigano, ripresi poi dalla figlia che si comporta come una mamma di due bambini. 
I tre arrivano in India e devono prendere un treno dal quale dovranno saltare col paracadute; i loro alias sono quanto mai adatti: un'allegra famiglia in vacanza. Sydney è sorpresa quando vede Irina baciare e ringraziare Jack nel momento in cui il funzionario le fa notare che ha una bellissima collana. Sul treno i tre agenti si cambiano e poi vanno nel vano bagagli per lanciarsi; Irina e Jack litigano su chi debba saltare per primo e Sydney li zittisce gettandosi lei. Una volta atterrati incontrano il loro contatto.
Nel frattempo Sloane riceve un pacchetto che contiene il dito di Emily con la fede nuziale. 
I tre agenti, intanto, subiscono un agguato e vengono catturati dai rivoluzionari che uccidono il loro contatto. Irina si ricorda della sua collana e i tre agenti riescono a liberarsi facendola esplodere e uccidendo poi tutti i terroristi. Ora sono soli in territorio nemico e dovranno avere più fiducia in Irina...

## Passaggio (pt.2)
- Titolo originale: Passage (Part 2)
- Diretto da: Ken Olin
- Scritto da: Crystal Nix Hines

### Trama
Alla CIA scoprono che gli agenti sono stati vittima di un agguato e Kendall dice a Vaughn che la loro missione è fallita, non possono soccorrerli e dovranno cavarsela da soli. Intanto la CIA intercetta un messaggio dei rivoluzionari che dicono che "attiveranno" le testate il giorno dopo alle 17.00.
Sydney, Jack e Irina devono raggiungere il contatto di Jack, ma Syd è ferita, così i due genitori la curano amorevolmente. Irina gli dice che il suo contatto sarebbe più vicino e avrebbe ottima attrezzatura, ma Jack le dice che lavoreranno solo con persone di cui si può fidare. In viaggio su un treno, Irina e Jack ricordano un momento del loro passato matrimonio e scherzano con Sydney, ma il ricordo di come sia finita è comunque troppo doloroso. Arrivati dal contatto di Jack, scoprono che il suo fornitore è morto e quindi dovranno accontentarsi di attrezzatura base e di uno scadente supporto tecnico. Sydney chiama Vaughn e gli spiega cosa è successo, lei scherza e dice che alcuni vanno a giocare a minigolf coi genitori, altri cercano insieme a loro testate nucleari. Vaughn le spiega che le testate saranno attivate alle 17.00. Il camioncino offerto dal contatto di Jack ha un filtro dell'aria non adatto a sopportare le lunghe distanze e il caldo e Irina e Jack litigano, ma questa volta Sydney li riprende duramente: il loro compito è trovare le testate e non dovranno più tormentarsi. Jack comanderà fino alla base, poi toccherà a Irina. 
Jack fa nascondere Irina in un bidone del grano per depistare eventuali ricerche di un uomo e due donne; ma come ha detto lei, il camioncino si ferma a causa del filtro dell'aria. Quando Irina esce dal bidone, li invita a seguirla e a entrare dal lato opposto della base, dove c'è un campo minato. Nonostante Jack non sia molto allettato dall'idea, non possono entrare dal lato sorvegliato perché non hanno i mezzi adatti. 
Intanto all'SD-6 Sark spiega a Sloane che ha parlato con il capo dei ribelli, Gerard Cuvee, e che darà i risultati del test molto presto. Sloane riceve un'altra telefonata: l'uomo misterioso gli chiede 100 milioni di dollari in titoli al portatore in cambio di Emily. 
In Kashmir i tre agenti camminano seguendo Irina sul campo minato; vengono però scovati da un paio di guardie e inizia una sparatoria durante la quale Jack cade e finisce su una mina anti-uomo. Irina e Sydney riescono a disattivarla e i tre raggiungono la base. Alla CIA Kendall dice a Vaughn che l'esercito attaccherà la base dei ribelli presto e non faranno caso alla presenza dei Bristow; allora Vaughn gli chiede il permesso di andare in India per aiutarli. Ha lavorato lì due anni e ha ancora dei contatti. 
I Bristow sono nella base e Irina organizza un piano di azione che prevede che i tre si dividano: Jack non vorrebbe, ma Irina gli dice che non c'è più tempo per non fidarsi. 
Intanto Sloane incontra gli altri uomini dell'Alleanza e li informa dell'accaduto: per stanare l'uomo che lo ricatta, vuole mettere un siero tracciante sui titoli al portatore nel momento in cui li consegnerà. I 12 accettano, ma gli ricordano che anche se riavrà Emily dovrà comunque ucciderla. Quando Sloane porta i titoli nel luogo stabilito, però, Marshall perde il segnale del tracciante. 
Intanto Jack e Sydney entrano nel laboratorio senza Irina, che tarda all'incontro nel luogo stabilito. Ma una volta dentro scoprono che il nucleo delle testate è stato tolto e vengono sorpresi dai ribelli e dal loro capo Cuvee, al cui fianco sbuca Irina. Cuvee e Irina torturano Jack per sapere chi è il nuovo socio di Sark; Sydney segue la scena in una cella lontana. Irina, rimasta sola con Jack, gli dice che non ha avuto scelta perché Cuvee l'ha sorpresa nel suo ufficio, poi gli lascia le chiavi per liberarsi. 
Vaughn raggiunge il generale capo della missione in India e lo supplica di rinviare l'attacco per non condannare i suoi migliori agenti; l'uomo non vuole aiutarlo, poi però Vaughn gli ricorda che suo padre lo ammirava e lo rispettava. Allora il generale gli concede un elicottero e un pilota per salvare i Bristow a suo rischio e pericolo.
Jack si libera e raggiunge Sydney, poi vanno nell'ufficio di Cuvee e chiamano Kendall che li avvisa dell'incursione; nel laboratorio il test ha luogo e il misterioso manufatto di Rambaldi che dovrebbe essere la prova della vita eterna si rivela essere un fiore. Gli aerei arrivano e nel caos generale i tre Bristow si liberano dei ribelli e recuperano sia i nuclei che il fiore. 
Una volta fuori dalla base, Vaughn arriva con l'elicottero e recupera gli agenti, ordinando poi di cessare l'attacco perché hanno i nuclei. 
Tornati a Los Angeles Irina trova la ricompensa che aveva chiesto a Kendall: lenzuola, cuscino e coperte. Poi spiega a Sydney che a Taipei ha dovuto spararle perché Cuvee la controllava dall'altra stanza e doveva dimostrargli la sua fiducia. L'ha ferita, ma lasciandole tempo per scappare. 
Vaughn spiega a Sydney che il fiore ha dai 400 ai 600 anni, poi lui le regala tre biglietti per andare al minigolf con i suoi amici. Nel momento in cui Sydney ci va, lui si trova lì vicino e la osserva da lontano mentre si diverte con Will e Francie, sereno nel vederla contenta...

## Il rapimento
- Titolo originale: The Abduction
- Diretto da: Nelson McCormick
- Scritto da: Alex Kurtzman, Roberto Orci
  - Faye Dunaway è Ariana Kane

### Trama
Irina è in cella. Sydney intanto parla con Will di quanto accaduto coi suoi genitori in Kashmir e lo informa che, se supererà il test di fedeltà del Gram Raich, Devlin lo assumerà alla CIA per continuare le ricerche. In quel momento in casa arriva Francy, ma il modo in cui l'accolgono le fa sentire di aver interrotto qualcosa. Irina, a cui su richiesta di Sydney è stato concesso qualche momento all'aria aperta, riceve una visita dalla figlia e le racconta di come era stata arruolata dal KGB e di come è pentita per aver anteposto un'ideologia a propria figlia. L'abbraccio tra le due donne viene subito interrotto dalle guardie. Sloane sospetta che sia Sark il colpevole del fallimento in Kashmir e minaccia di torturarlo, ma Sark gli ripete che intende sempre mantenere il loro accordo, gli spiega cos'è successo in Kashmir e della fine del manufatto di Rambaldi; infine afferma che della missione era informata solo l'SD-6. Sloane invia Sark e Sydney a Parigi per prendere il sistema satellitare Echelon. Vaughn dà a Syd la contromissione, che consiste nell'installare un programma di sicurezza per la cancellazione dei dati così da far credere a Sloane che Cuvee lo ha messo per proteggere il sistema. Vaughn dice a Sydney che aiuterà Will per il test e che è andato al funerale del padre di Alice. Marshall chiede a Syd di fare delle foto di Parigi per i fotomontaggi che mostra alla madre per la sua copertura. Jack Bristow va a far visita a Irina facendogli sapere che ancora non si fida di lei: le propone un trasferimento in una villa sorvegliata 24 ore al giorno in cambio della confessione del vero motivo per cui si è consegnata alla CIA. Sloane presenta a Jack il capo del controspionaggio dell'Alleanza, Ariana Kane, spiegandogli che lavorerà per le indagini su Emily. Syd e Will sono in un bar, lui le sta raccontando del suo test, quando incontrano Vaughn e Alice. Dopo il successo della missione a Parigi, Sloane ordina a Sydney di andare in una società inglese a Londra per cancellare i file di backup che potrebbero far accedere lo stesso Cuvee al sistema e ad accompagnarla sarà Marshall. La CIA decide che prenderà Marshall in custodia al loro ritorno per tirarlo fuori dall'SD-6 e reclutarlo. Jack intanto parla con la signora Kane del suo rapporto con Sloane, ma dopo un poco si spazientisce e se ne va. A Londra Sydney e Marshall sono in un teatro alla prima della filarmonica. Si siedono dietro l'uomo di Cuvee: mentre Marshall distrae l'uomo, Sydney gli mette un sonnifero nel vino e gli ruba una tessera dalla tasca. Entrati nel centro, incontrano due guardie: Syd le mette fuori gioco ma Marshall viene colpito da un tranquillante. Lei lo trasporta barcollante al computer di cui devono servirsi e, per risvegliarlo, lo bacia. Tornano a sedersi dietro l'uomo a teatro, ma un uomo in sedia a rotelle li osserva. Sydney accompagna Marshall alla macchina una volta a Los Angeles. Durante il ritorno a casa, Marshall viene però sequestrato. Will e Syd fanno una festa a sorpresa per Francy. Sloane parla con la signora Kane che sospetta che Jack nasconda qualcosa. Jack va da Irina per la risposta all'offerta ma lei rifiuta non avendo niente da confessare. Vaughn viene a sapere che Marshall non è stato prelevato dalla CIA. Vediamo infatti Marshall legato e terrorizzato dall'uomo asiatico con gli occhiali che aveva torturato Syd e Will, è lui l'uomo in sedia a rotelle...

## Echelon
- Titolo originale: A Higher Echelon
- Diretto da: Guy Bee
- Scritto da: John Eisendrath
  - Faye Dunaway è Ariana Kane

### Trama
Sydney spiega a Will della sua missione a Londra, di cos'è Echelon e di Gerard Cuvee. Inoltre gli rivela anche la sua serenità per il fatto che Marshall è al sicuro con la CIA, ma in realtà non sa che è stato rapito dall'uomo con gli occhiali. Successivamente Syd è con Francy nel suo locale e le rivela che ha una cotta per il suo collega di lavoro Michael che però sta con un'altra. Vaughn, Jack e Kendall spiegano alla base operativa cos'è successo a Marshall. Scoprono che l'intestatario della macchina che l'ha rapito è di un collega di Cuvee. Sloane intanto spiega a Jack che i pacchetti del sistema trasferiti non sono tutti e quindi c'è impossibilità di collegarsi al sistema, quindi Jack chiede a Sloane chi andrà a recuperarli e chi andrà per Marshall. Jack spiega a Kendall, Syd e Vaughn cosa vuole fare Sloane, dicendogli che loro dovranno trovare un punto d'accesso al software e se chiuderanno il punto d'accesso neanche con l'aiuto di Marshall riusciranno ad accedervi. Michael afferma che loro non hanno trovato falle ma che Irina può riuscirci, ma quest’ultima per aiutarli vuole l’accesso senza restrizioni all'Echelon e sicura che se vorranno fare da sé cadranno nelle sabbie mobili. Kendall dice no alla sua proposta e spiega a Syd che come contromissione dovrà scambiare i dati veri con quelli corrotti. L'uomo con gli occhiali intanto continua a chiedere a Marshall dell'Echelon e quest’ultimo si vede costretto a collaborare in quanto viene minacciata di essere presa anche sua madre. Jack rientrando all'SD-6 trova la Kane che fruga nel pc del suo ufficio per le indagini in corso e se ne va arrabbiato. Decide di passare al contrattacco ordinando alla CIA di falsificare i suoi movimenti dei giorni passati. Un collega di Michael chiede di Tippin e Vaughn ordina di farlo venire lì da loro. Syd e Dixon vanno a Ho Chi Minh in Vietnam facendosi passare per operatori di un tipo di azienda che promuove quel giorno un loro prodotto. Dixon è dietro le quinte ai pc. Syd in una sala presenta a dei responsabili un marchingegno che emettendo un determinato fascio di luce li fa svenire per tre minuti. Syd prende il tesserino di uno di loro e corre alla stanza indicata da Dixon, cerca ma non trova niente quindi Dixon gli indica un’altra possibilità. Per questioni di tempo è Dixon stesso a voler andare a trovare il materiale nell'altra stanza ma Syd lo raggiunge, lo trovano e se ne vanno. Alla base dell'SD-6 Sloane si complimenta con i suoi due agenti. Successivamente Sydney incontra Vaughn per parlare di Sloane e di Marshall; Michael le rivela che il direttore della CIA ha sospeso le ricerche. Marshall intanto è al pc a lavorare all’Echelon sotto il controllo di due uomini armati e l'uomo con gli occhiali. Francy nel suo locale racconta a Will che Sydney gli ha confessato di essere attratta da Vaughn. Successivamente quest’ultimo incontra lo stesso Will dicendogli che ha passato il test e che viene assunto come analista dalla CIA. Kendall è nervoso perché mancano poche ore a mezzanotte e dopodiché l'SD-6 avrà tutti i dati di Echelon. Ad un certo punto si spengono i pc e Kendall scopre da un addetto che qualcuno lo ha scoperto a fare la mappatura ed ha inserito un virus arrestando il sistema. Allora chiamano la Derevko che comincia a lavorare su Echelon dopo che la sua condizione è stata accettata. La Kane intanto continua la sua ricerca su Jack e manda a Sloane il rapporto su una pistola che è stata usata la lui il giorno in cui è morta Emily. Dixon fa sapere a Sloane che hanno rintracciato Marshall e lui con Syd chiedono di occuparsi personalmente al recupero ottenendo il consenso di Sloane. Intanto Irina continua a lavorare su Echelon. La Kane incontra Jack ad un bar all'aperto e gli spiega quali sono le cose che la insospettiscono. Gli chiede chi è Aladki e Jack afferma che ha usato la pistola contro di lui perché lavorava per Khasinau. Dopodiché Jack viene a sapere che la piazza è piena di agenti dell’AS-6 e la Kane per continuare le indagini vuole il suo telefono. Vaughn prepara il cambio di scheda con il suo cellulare e così Jack può consegnare la scheda alla Kane andandosene. Lei analizzando la scheda capisce di essere stata ingannata e quindi ordina che Jack venga catturato, ma quest’ultimo riesce a fuggire in macchina con Vaughn. Intanto a Città del Messico va in scena il recupero di Marshall; Dixon è vestito da dj con i rasta e Sydney con parrucca nera e tuta rossa. Syd coperto dalla musica messa da Dixon va al palazzo di fronte dove si trova l’informatico. L'uomo con gli occhiali però scopre che è stato ingannato da quest’ultimo è ordina di ucciderlo ma Syd irrompe mettendo tutti fuori gioco per poi scappare con Marshall grazie al suo paracadute saltando dalla finestra. Irina completa il programma impedendo a Sloane di ottenerlo. Quest’ultimo torna a casa sua e trova Jack ad aspettarlo. Jack gli dice che la Keane vuole incastrarlo e gli chiede di seguire delle piste con lui. Sloane promette che ciò che si dicono rimarrà fra loro, ma telefona alla Kane appena Jack se ne va...

## La fuga
- Titolo originale: The Getaway
- Diretto da: Lawrence Trilling
- Scritto da: Jeff Pinkner
  - Faye Dunaway è Ariana Kane

### Trama
Jack entra in un cinema, si siede al sedile dietro un uomo, contatto della CIA, per dargli un foglio con le istruzioni di chi cercare dell'Alleanza; ma non vedendolo reagire e muoversi scopre che è morto. Un agente dell’SD-6 gli viene addosso con la pistola ma si libera e scappa, inseguito da altri agenti. Jack scappando viene prelevato da Syd con la macchina e i due riescono a scappare grazie alla CIA che gli fa conoscere la posizione di un camion che li aspetta, così da far perdere le tracce. Alla CIA Jack spiega della morte di Emily e di cosa sta subendo Sloane. Syd chiede però perché sospettano anche di lui e Jack risponde che dalla sua condotta e fatti ci sono dei segreti che rimangono sospetti e non giustificabili. Mentre Jack continua a parlare il cercapersone di Syd squilla, è l’SD-6; lei non vorrebbe andarci per poter aver tempo di aiutare il padre ma lui insiste che deve andare perché non possono permettersi ulteriori sospetti. Sydney entra all’SD-6 e camminando incrocia la Kane che le lancia una lunga occhiata. In sala riunioni Marshall regala a Syd delle rose per ringraziarla di averlo salvato e fa un regalo anche a Dixon. Sloane lo interrompe per parlare di un congegno prodotto dalla Triade, un sistema di puntamento missili a giroscopio, capace di trasformare qualcosa in un'arma molto potente. L'uomo che devono seguire e intercettare è Karl Shatz, un corriere della Triade, che porta il giroscopio a Berlino. Vaughn la incarica di cambiarlo con un giroscopio difettoso per il tempo necessario a copiarlo. Inoltre le comunica che sta aiutando suo padre da tempo senza averglielo detto e lei non la prende molto bene. Jack è al pc, legge un'e-mail ricevuta da Sloane da un server sicuro. Sloane gli rivela di cosa è successo al giorno di iniziazione con l'Alleanza, quando gli hanno impiantato nel collo un congegno che non gli permette di fare le cose liberamente e che sente anche le sue conversazioni. Sloane gli propone il nome di Jean Briol che lui stesso uccise per errore e di indagarci. Jack con un foglio va dalla Derevko per uno scambio di idee e lei chiede di prelevare tutti i dati su quell'uomo. Sloane va dalla Kane indignato perché lei ha confiscato il pc della Bristow, e dopo un'accesa discussione lui se ne va arrabbiato. Vaughn dice a Sydney che finita la missione lei e Dixon partiranno con due voli diversi e la CIA l'aspetterà in un magazzino per duplicare l'oggetto. Syd non è convinta del piano e in quel momento arriva Weiss che è felice di rivedere la ragazza e lei altrettanto. Chiede curioso del piano ma nessuno rispondono e Syd se ne va dicendo che deve prendere l'aereo. All’aeroporto di Nizza Syd e Dixon, con uno stratagemma al metal detector, riescono a rubare il giroscopio che Karl Shatz teneva in una tasca interna della sua giacca. Dopodiché Dixon la saluta per rivedersi a Los Angeles. Allora Syd va al magazzino dove Vaughn, stimolato da Weiss, le propone di cenare insieme 
e Syd accetta. Vaughn chiede a Weiss di avvertirlo per qualsiasi cosa. All'SD-6 un agente avverte la Kane che la Bristow è uscita dall’aeroporto con un uomo che non è Dixon, e lei vuole sapere chi è. Vaughn e Syd entrano in un ristorante di Nizza. Intanto Irina e Jack continuano la loro ricerca su Briol, e lei trova una traccia riguardante i suoi frequenti viaggi in Perù; Irina prima che Jack se ne vada gli rivela che quando era una spia s'incontrava con il suo contatto in un albergo, quindi gli consiglia di rintracciare l'albergo frequentato da Briol e vedere i video della sorveglianza. Al ristorante intanto un uomo dell’SD-6 entra e con un orologio da polso scatta una foto a Vaughn, senza che lui se ne accorga e scoprono che è un agente CIA. Weiss nel frattempo viene a conoscenza che li hanno scoperti e li rintraccia dal telefono del ristorante. Si salvano e scappano in tempo dal locale, mettendo fuori gioco tutti gli agenti che li avevano circondati. Vaughn le dice che il vero giroscopio originale deve andare all'SD-6 e delusi si separano. Jack alla CIA scopre che Briol in albergo si vedeva con la Kane e decide di recarsi all’SD-6 per smascherarla. Al Credit Dauphine gli agenti della Kane lo fermano sparandogli un tranquillante. Si risveglia legato con la donna davanti che ammette la scaltrezza di Bristow. La Keane sta per iniziare l’interrogatorio ma in quel momento irrompe Sloane con i suoi uomini che arrestano la donna. Tornato al centro operativo della CIA, Jack spiega a Irina cosa stavano per fargli e che Sloane era intervenuto dopo aver letto la mail che gli aveva inviato per dirgli la sua scoperta sulla Kane. Inoltre afferma che Sloane si è preso una settimana di vacanza e ora è lui momentaneamente a capo dell’SD-6. Entrambi sospettano comunque che possa essere stato proprio Sloane ad aver organizzato il furto dei soldi dell’Alleanza facendo ricadere la colpa sulla Kane. Sydney incontra Vaughn e gli dà il vero giroscopio. Tornata a casa dice a Francy che con Michael non ci sono speranze e allora la sua amica, per non vederla così, la obbliga a venire con lei a bere qualcosa. Sloane si trova in uno scantinato dove un ragazzo, per 10 milioni di dollari, gli fornisce un anello che oscura i segnali del sensore che l’Alleanza gli ha impiantato nel collo. Dopodiché Sloane uccide il ragazzo con una pistola. Alle Filippine, Sloane vestito di bianco arriva ad una casetta sulla spiaggia da dove esce Emily. Sloane la rassicura dicendole che sono liberi adesso è i due si baciano e si abbracciano. Si vede la mano di Emily a cui manca un dito...

## Fase uno
- Titolo originale: Phase One
- Diretto da: Jack Bender
- Scritto da: J. J. Abrams
  - Rutger Hauer è Anthony Geiger

### Trama
Sydney indossa un completo intimo nero e fa una sfilata per un uomo che le chiede di cambiarlo e mettere quello rosso. Lei obbedisce e questa volta l'uomo è contento; dopodiché Syd si affaccia a una finestra e capiamo che si trova su un aereo. Quando i due rimangono soli, Syd lo stordisce solo dopo essersi fatta dire dove è nascosto l'accesso al server 47: si trova dietro un quadro. Syd trasferisce tutti i dati e si cambia, poi esce dalla camera da letto e cerca la guardia del corpo nella zona passeggeri. Purtroppo è la guardia che la trova per prima e le punta un'arma addosso; Sydney riesce a fargliela cadere e i due ingaggiano una lotta che si conclude a favore della donna. Tuttavia l'uomo che Syd aveva stordito appare sulla scena e inizia a sparare...Si torna indietro di 48 ore: Sydney arriva al centro operativo della CIA e prima di andare al briefing Vaughn la chiama in disparte e finalmente le dichiara quello che prova per lei, sottolineando che nonostante sia difficile gestire la situazione devono continuare a lavorare insieme perché così distruggeranno più in fretta l'SD-6. Alla riunione, Kendall comunica a tutti gli agenti che Sloane è ufficialmente scomparso e l'Alleanza l'ha sostituito con Anthony Geiger; il nuovo compito di Sydney e Jack è di avvicinarsi al nuovo capo. Sydney ci prova subito: quando viene chiamata nel suo ufficio l'uomo le chiede brutalmente di parlargli di Danny e si chiede come mai sia tornata a lavorare per l'SD-6 nonostante Sloane avesse fatto uccidere il suo fidanzato. Il colloquio turba Sydney, ma non è l'unica: Sark le manifesta la sua preoccupazione in merito al nuovo capo, che a quanto pare ha già forzato i file del server 47. Sydney gli dice che non esiste un tale server, sono solo 46; ma Sark le spiega che per Geiger sembrava un grande successo. Syd parla con Jack e i due sono convinti che se il server 47 esiste davvero possa essere un punto debole dell'Alleanza, forse un server che contiene tutte le informazioni che servono per distruggerla. Alla CIA localizzano il server: è in volo, lo controlla un uomo che vive sempre a bordo dell'aereo e l'hanno convinto a prendersi l'incarico solo grazie alla promessa di fornirgli ragazze per divertirsi. Sydney dovrà essere una sua "amichetta". E così si torna all'inizio della puntata, solo che questa volta vediamo anche Vaughn e Weiss seguire l'aereo di Sydney su un altro volo, a poca distanza. I due l'aiutano via radio e scaricano i dati dal server, poi seguono Sydney mentre combatte con la guardia. Gli spari di Macor non colpiscono Sydney e la ragazza decide di salvarsi sparando a sua volta contro i vetri dell'aereo, che saltano via e causano una forte depressurizzazione. Il corpo della guardia vola fuori e finisce nel motore sinistro dell'aereo, che inizia a cadere. Anche Macor vola fuori, ma Sydney riesce a raggiungere il vano bagagli, a mettersi un paracadute e lanciarsi all'esterno dell'aereo in caduta libera.
Intanto a Los Angeles Will comunica a Francie che ha trovato un nuovo lavoro come giornalista e lei è molto felice per lui, poi i due finiscono per baciarsi. I file prelevati dal server sono fondamentali, ma Kendall non vuole agire perché un attacco coordinato contro tutte le cellule dell'Alleanza deve basarsi su dati che siano confermati; Jack nota che c'è un codice di sicurezza che può essere facilmente controllato, così decide di andare all'SD-6 per verificare la veridicità dei dati. Tuttavia Geiger scopre una strana mail di Sloane e ne fa controllare l'intera battitura con un programma speciale: così scopre delle parti che aveva cancellato prima di inviarla in cui comunicava che Sydney e Jack sono agenti doppiogiochisti. All'arrivo di Jack all'SD-6, Geiger lo trattiene e gli chiede di chiamare anche Sydney, Jack obbedisce ma le comunica in codice che sono stati scoperti. Preoccupatissima, Sydney decide di fare l'unica cosa possibile: chiede l'aiuto di Dixon e gli rivela finalmente tutta la verità: l'SD-6 non fa parte della CIA, bensì dell'Alleanza e lei non può tornare perché hanno scoperto che fa il doppiogioco; gli chiede di controllare il codice al posto di Jack e di decidere in fretta se vuole aiutarla o no, perché la vita di Jack è in pericolo. Dixon è indeciso, ma quando accede al computer seguendo le indicazioni di Sydney, scopre che è nel cuore della rete dell'Alleanza e finalmente le crede. Così le manda il codice via mail: è quello giusto. Kendall avvia immediatamente un attacco mondiale a tutte le 12 cellule dell'Alleanza, inclusa quella di Los Angeles. Sydney accorre con Vaughn, Weiss e altri agenti e insieme prendono il controllo dell'SD-6. Nei sotterranei, Geiger sta torturando Jack per sapere per chi lavora, ma Syd accorre e lo uccide, salvando così suo padre. Nonostante l'odio di Dixon per la ragazza che gli ha mentito fino ad ora, Sydney e Vaughn possono finalmente lasciarsi andare e si baciano. Sark telefona a Sloane e gli comunica la fine dell'Alleanza, proprio come aveva progettato; Sloane è compiaciuto e gli chiede di controllare che il loro nuovo agente sia in posizione. Sark fa una nuova chiamata alla quale risponde Francie! Ma si tratta di una sua sosia, in quanto la vera Francia giace a terra uccisa dalla sua sosia...

## Duplicazione
- Titolo originale: Double Agent
- Diretto da: Ken Olin
- Scritto da: Alex Kurtzman, Roberto Orci
  - Ethan Hawke è James Lennox

### Trama
Un uomo e una donna sono a letto in una camera d'albergo a Berlino e lei gli dice che vorrebbe tornare alle Isole Fiji con lui che concorda. Quando comunica di volersi fare una doccia, la donna corre al computer e inizia a scrivere qualcosa sull'uomo, Lennox, poi sente un rumore e si deve fermare. Lennox le tende un agguato e la stordisce. Lennox chiama Sloane e gli comunica di essere stato scoperto a causa di qualcosa di sbagliato che ha detto, allora lui gli dice di usare la donna per mandare un messaggio. L'uomo usa un furgone e corre per le strade di Berlino e ne getta fuori la donna, imbottita di C-4. 
Sydney è alla sede dell'SD-6 totalmente occupata dalla CIA e non riesce ancora a credere che sia vero. Vaughn la raggiunge e le dice di aver lasciato Alice quella mattina, anche se in realtà la loro storia era finita da tempo. Alla CIA giunge la notizia della donna di Berlino, i giornali stanno trasmettendo in diretta le operazioni della polizia, che temono possa essere un'attentatrice. Gli agenti la riconoscono: è Emma Wallace, agente della CIA. Syd chiama Berlino e dice di non usare comunicazioni radio che potrebbero innescare l'esplosivo ma questo non riesce comunque a salvare Emma: Lennox la fa saltare in aria sotto gli occhi delle tv di tutto il mondo. Kendall spiega che la Wallace era in missione segreta come infiltrata per scoprire i piani del dottor Enzo Markovic, il quale sta sviluppando la misteriosa tecnologia "Elica"; con lei c'era anche un altro agente, l'agente Lennox! Si pensa che il dottore possa essere a Cayo Concha e che abbia Lennox in custodia, perché non si hanno più sue notizie. Syd e Vaughn devono andare a cercarlo e trovare informazioni sul Progetto Elica. Lui la va a prendere a casa e vede finalmente l'appartamento in cui vive; Francie appare dalla camera e si presenta a Vaughn. Sydney nota che la ragazza è troppo poco entusiasta del fatto che finalmente possa stare col Michael di cui le aveva tanto parlato. Ignora il fatto che lei non è la vera Francie. A Cayo Concha, Syd e Vaughn bloccano un uomo di Markovich e lo costringono a collaborare. Lui comunica che l'agente Lennox è proprio nell'albergo in cui si trovano. Scendendo nei sotterranei, Syd libera l'agente della CIA che sta subendo un interrogatorio serrato mentre Vaughn scarica i file sul progetto Elica. In aereo lei comunica a Lennox che Emma è morta e Vaughn dice di non sapere se fidarsi dell'uomo, potrebbe essere stato ricondizionato.
Tornati alla CIA, Lennox spiega come avevano conquistato la fiducia di Marcovich, il quale lavorava per conto di qualcun altro e poi svela che lui ed Emma erano fidanzati. Sydney va a trovare Lennox nel rifugio CIA in cui si trova e cerca di consolarlo raccontandogli della sua vicenda con Danny; lui, sconvolto, la bacia. Alcuni agenti fanno irruzione nella casa e arrestano Lennox. Jack spiega a Sydney che il progetto Elica è una terapia genetica che cambia il volto e il corpo di una persona per "clonarne" un'altra e Lennox è stato duplicato! Inoltre da alcune immagini di Berlino si scopre che l'uomo che ha fatto esplodere la bomba era vicino alla scena del delitto, in una cabina telefonica, ed era proprio Lennox. Per scoprire se è davvero chi dice di essere, si può attuare una scansione oculare che verifica la presenza di imperfezioni nell'occhio del "clone". Syd è convinta che quello sia il vero Lennox perché sta soffrendo davvero e la scansione le dà ragione. Lennox scopre di essere stato duplicato e capisce come mai Emma non aveva contattato la CIA dopo il suo rapimento: il suo clone si era sostituito a lui! Entrambi vanno in Polonia dove si scopre essere stato trasferito il laboratorio di Marcovich: devono trovarlo, scaricare i dati e poi distruggere la macchina duplicante. Una volta lì, tuttavia, la CIA riceve una chiamata da un uomo che dice di essere il vero Lennox, che la scansione oculare è falsa e che l'uomo recuperato dalla CIA è in realtà il dottor Marcovich. Lennox intanto scarica i dati dal computer del laboratorio e scopre che la macchina è stata usata due volte, ma non si sa su chi oltre a lui. Vaughn, preoccupato, comunica solo a Sydney della chiamata e le dice di rendere Lennox inoffensivo e di prepararsi a ricevere "l'altro" Lennox. Questi arriva e trova Sydney, le dice che vuole collaborare, ma l'agente Lennox si è liberato e i due "gemelli" ingaggiano una lotta. Quando si trovano armi in pugno l'uno contro l'altro, Syd decide di scoprire chi è il vero Lennox: minaccia di far saltare il laboratorio e così il dottor Marcovich si svela e, quando sta per sparare a Sydney, il vero Lennox lo fredda. L'uomo muore e il laboratorio salta in aria. Il vero Lennox era proprio quello salvato da Syd e Vaughn. A Los Angeles Sydney saluta l'agente Lennox, che le dice che andrà alle Fiji, dove lui ed Emma volevano andare in luna di miele (e dove non erano mai stati). Più tardi Sydney e Vaughn sono a casa di lei e vanno a letto insieme, non sapendo che una telecamera nascosta nella tv della camera della ragazza li sta filmando. A "gustarsi" lo spettacolo c'è la falsa Francie...

## Un agente libero
- Titolo originale: A Free Agent
- Diretto da: Alex Kurtzman
- Scritto da: Alex Kurtzman, Roberto Orci
  - Christian Slater è Neil Caplan

### Trama
Syd e Vaughn si svegliano la mattina dopo la notte passata insieme e lei gli dice che quello è il giorno della sua laurea. Gli comunica anche che vorrebbe lasciare la CIA; Kendall però rifiuta le dimissioni di Sydney, minacciandola che se lascia l'agenzia non vedrà più sua madre perché tornerà una civile. Allora Syd va a visitare Irina, che si congratula con lei e poi le dice che se non lascerà l'agenzia non vorrà più vederla comunque. Intanto in un acquario a Long Beach, una coppia con un bambino sta guardando le vasche dei pesci. La donna, Elsa, rimprovera il marito perché non è mai presente per suo figlio, mentre i due litigano il bambino scompare. Il marito, il signor Caplan, inizia a cercare il figlio e poco dopo viene raggiunto da Julian Sark. Caplan è uno scienziato che Sloane ha fatto rapire perché vuole che assembli i manufatti di Rambaldi. 
Sydney si prepara per la cerimonia e riceve una chiamata di Sloane che vuole congratularsi con lei; la ragazza gli risponde finalmente per le rime e gli comunica tutto l'odio che prova per lui. Sloane allora le spiega che se cercherà di intralciarlo non potrà garantire per la sua incolumità. Alla CIA si scopre del rapimento di Caplan, studioso della Teoria dei Nodi: Sloane l'ha fatto rapire perché le sue capacità potrebbero aiutarlo a costruire qualcosa con i manufatti di Rambaldi. Syd capisce che non può lasciare la CIA finché Sloane è in libertà. Dixon viene assolto da ogni accusa, ma non vuole saperne di parlare con Sydney né di accettare il lavoro che la CIA gli offre. Quando torna a casa dalla moglie Diane, le rivela tutta la verità sulla sua doppia vita e lei ne rimane sconvolta. Più avanti la moglie gli dice che è disposta a perdonarlo, ma se non avrà più niente a che fare con la CIA e lo spionaggio.
Al contrario di Dixon, Marshall si ambienta subito alla CIA e aiuta gli agenti a trovare un contatto di Sloane. Quando Jack lo raggiunge ne scopre il cadavere. Però l'uomo portava un occhio finto creato con una nuova tecnologia e la sua memoria ha registrato tutto quello che ha visto, anche il suo assassinio. Sloane l'ha ucciso dopo che gli ha consegnato il dispositivo per disattivare il tracciante dell'Alleanza, poi ha chiamato qualcuno facendo menzione di un aereo cargo C-123 in partenza da Shipman.
Vaughn finge di essere un trafficante d'armi e imbarca una cassa sull'aereo usato anche per Sloane; nella cassa c'è Sydney, che scarica i dati sull'aereo scoprendo che Sloane è andato in Svizzera. Intanto Caplan decide di aiutare Sloane perché ha imprigionato la sua famiglia, però ha bisogno del nuovo magnetometro, custodito in una banca di Zurigo. Anche Syd e Vaughn sono a Zurigo e interrogano un contatto di lui costringendolo a parlare di Sloane. Ne viene fuori che nel seminterrato del luogo in cui si trovano sono tenuti in custodia Elsa Caplan e suo figlio. Syd e Vaughn li salvano e recuperano il cellulare del contatto di Sloane, rintracciando così le chiamate ricevute. Marshall determina che il cellulare che ha effettuato l'ultima chiamata, ossia quello di Sloane, ora si trova in una banca di Zurigo. Sloane infatti entra nel caveau della banca, uccide il direttore e poi ruba il magnetometro. Proprio quando sta per uscire, tuttavia, Syd e Vaughn lo raggiungono e gli intimano di arrendersi. Tuttavia Sloane li avverte che ha fatto minare l'edificio con il C-4 e se non uscirà dalla banca salterà tutto in aria. Così Sydney è costretta a obbedire alle sue richieste e Sloane le dice che lei lo porterà fuori di lì...

## Bomba di fuoco
- Titolo originale: Firebomb
- Diretto da: Craig Zisk
- Scritto da: John Eisendrath

### Trama
Sydney porta via Sloane dalla banca in un’auto mentre Vaughn scopre il modo per disattivare l'esplosivo. Quando Sark scopre che la bomba non può più essere attivata manda un recupero secondario per Sloane. Con un furgone raggiungono Sydney, le puntano delle armi contro mentre guida e raccolgono Sloane dalla macchina in corsa, lasciando Syd ancora una volta priva dell'uomo che più vorrebbe catturare.
Alla CIA lei si lamenta con Kendall perché Sloane è riuscito a scappare a causa della mancanza dei satelliti a controllo dell’azione e lui di rimando le dice che poteva uccidere Sloane, ma lei non ha voluto rischiare la vita di tutte le persone nella banca. Di ritorno dopo una partita di hockey, Syd e Vaughn sono sereni a casa di lei, poi lui riceve una chiamata da Weiss. Durante il colloquio, Vaughn risente la sua conversazione con Sydney come un'interferenza e scopre così la fonte del rumore: una cimice nascosta nell'impianto elettrico di Sydney. Marshall spiega che è un tipo di cimice che aveva creato lui, un modello che invia le registrazioni effettuate a intervalli regolari di tempo e Jack gli ordina di trovare il numero verso cui sono dirette le registrazioni.
Sloane guarda una pagina scritta da Rambaldi da cui manca un pezzo centrale e poi Sark gli dice che Caplan ha completato l'assemblaggio e che testerà la bomba creata. Sloane allora va in Afghanistan alla corte di Ahmad Kabir, un Pashtun da cui spera di ricevere finanziamenti. Per comprarselo gli porta in dono una penna che apparteneva a un poeta guerriero leggendario. La finta Francie intanto vuole convincere Syd a confidarsi con lei, dato che non parlano più come una volta e la trova strana; Syd le dice che ha pensato lo stesso di lei e che le dispiace se non trova il tempo per colpa del lavoro. Poi il clone chiama Sark e gli comunica che hanno trovato le cimici, così lui le dice di trovare un capro espiatorio. "Francie" lo trova in un idraulico che sarà incolpato di aver piazzato le cimici: lo uccide e nasconde l'armamentario da lui. Nonostante il segnale della microspia non sia rintracciabile, i contatti della CIA informano dell'incontro fra Sloane e Kabir; l'unico che sa come infiltrarsi nella sua roccaforte è Dixon, che in passato aveva eseguito una missione per l'SD-6. Però quando Sydney chiede l'aiuto di Dixon, lui le comunica che non vuole più avere a che fare con la CIA. Presso Kabir, Sloane trova una statuetta preziosa raffigurante un ahrat, ossia uno spirito "distruttore del nemico". Kabir vuole finanziare Sloane, ma in cambio vuole una prova della potenza della sua arma e Sloane gli chiede di scegliere un obiettivo.
Vaughn dice a Will di prepararsi a relazionare Kendall sulle sue indagini su Kabir; al briefing ci sono anche alcuni esperti studiosi, che suggeriscono di convincere un altro pashtun a vendere Kabir. Ma Will raccomanda Kendall e gli altri di contattare invece l'ex moglie di Kabir, che ora si nasconde a Città del Messico e odia il suo ex-marito al punto da aver fatto nascondere loro figlio.
Kabir sceglie proprio l'ex-moglie come obiettivo e Sark viene mandato a testare l'arma contro l'ambasciata vaticana a Città del Messico dove lavora la donna. Quando attiva la bomba non immagina che Sydney sia lì mascherata da anziana signora. La donna non vorrebbe collaborare con Sydney, ha troppa paura dell'ex-marito, ma lei la costringe con le maniere forti e la porta via svenuta insieme a Vaughn. Nel frattempo Weiss comunica all'amico che devono scappare in fretta perché un'intercettazione di Echelon ha rivelato un piano per fare un attentato all'ambasciata. Il congegno di Rambaldi si avvia poco dopo che Vaughn e Syd sono andati via, ma Syd e Vaughn non vedono né sentono niente. Tornati all'ambasciata, trovano decine di corpi ridotti in cenere: di fronte a questo spettacolo terrificante, l'ex-moglie di Kabir decide di collaborare. Intanto Kabir dona a Sloane la statuetta dell'ahrat come ringraziamento per aver eliminato "il suo nemico", nonché un acconto di quaranta milioni di dollari. La CIA, invece, scopre che Sark era a Città del Messico e che probabilmente ha a che fare con l'esplosione. Sydney viene mandata da Kabir: deve entrare nella sua reggia e distruggere la terribile arma di Rambaldi. Nonostante l'equipaggiamento di Marshall, Sydney viene catturata dagli uomini di Kabir. Vaughn allora va a implorare Dixon di collaborare per salvare Sydney.
Kabir interroga Sydney, vuole obbligarla ad ammettere di essere della CIA ma lei resiste; vede anche Sloane, che le consiglia di parlare se non vuole morire. Proprio quando Kabir sta per romperle definitivamente il ginocchio con un martello, qualcuno lo uccide: è Vaughn, che l'ha trovata grazie all'aiuto di Dixon. I tre fuggono dalla roccaforte e tornano a Los Angeles, dove Syd ringrazia Dixon. Quest’ultimo ha iniziato a lavorare per la CIA e ha finalmente capito le ragioni per cui Sydney non vi aveva detto la verità sull’AD-6. A casa sua Syd dice a Vaughn che è ancora sconvolta dagli effetti dell'arma di Rambaldi: ogni volta credono di aver visto il peggio, ma non è mai finita.
Intanto Sark chiede a Sloane perché ha lasciato l'arma nelle mani di Kabir; lui risponde rompendo la statuetta dell'ahrat, al cui interno c'è un frammento di un documento di Rambaldi, proprio il pezzo che completa la pagina che aveva il buco al centro...

## Una svolta nel buio
- Titolo originale: A Dark Turn
- Diretto da: Ken Olin
- Scritto da: Jesse Alexander

### Trama
Sark fa precipitare un ascensore con dentro tre uomini per recuperare il portafogli di uno di loro, il signor Karpachev. Sapendo che quest'uomo aveva dei legami con Irina, Jack le va a parlare e lei gli confessa che probabilmente Sark cercava la chiave della sua cassaforte per ordine di Sloane, che è convinto che vi contenga un manufatto di Rambaldi. In realtà quel manufatto è stato venduto tempo prima a Ilya Shtuka, conoscente di Irina. La donna è convinta di poter scoprire dove si trova il manoscritto se la CIA le permettesse di incontrarlo; in questo modo, trovando il manufatto, potrebbero tendere una trappola a Sloane e catturarlo, liberando finalmente Sydney. Nel frattempo Sydney viene convocata dall'agente del controspionaggio Yager che le pone delle strane domande su Vaughn: a quanto pare l'agente ha violato i protocolli e si è incontrato con un ex-killer del KGB e altri personaggi stranieri poco raccomandabili. Yager chiede a Sydney di copiare l'hard disk del computer di Vaughn per controllare se abbia scaricato un programma illegale per decifrare documenti russi.
Syd vede Vaughn nascondersi una busta in tasca, così lo affronta e gli chiede se lui le nasconda dei segreti; lui risentito le mostra la busta: vi sono dentro le chiavi del suo appartamento, che voleva regalarle. Più tardi a casa di Sydney la ragazza approfitta di un momento in cui Michael è sotto la doccia per prendere il suo portatile, ma non ha la forza di fare ciò che Yager le ha chiesto. Lui le annuncia che così si renderà complice di Vaughn, ma lei replica che non tradirebbe mai qualcuno che ama. Intanto a Irina viene data l'autorizzazione a uscire dalla cella, nonostante Kendall non sia sicuro della sua onestà; Jack lo convince dicendogli che si renderà conto se Irina proverà a tradirli e per sicurezza fa impiantare nella spalla della moglie un dispositivo di segnalazione. A Bangkok, Irina si incontra con Shtuka e lo obbliga a rivelare dove si trova il manoscritto di Rambaldi, che però non è più in mano sua. Dopo averlo ucciso, Irina scappa dal locale e Jack la salva, uccidendo una guardia che Irina non aveva visto. Più avanti, Irina e Jack vanno a recuperare il manoscritto. Sloane scopre che Irina è ricomparsa e fa in modo di mandarle un messaggio: vuole incontrarla a Panama per comprare il manoscritto. Jack e Irina andranno lì e Kendall promette a Jack il suo posto nel caso in cui l'operazione debba riuscire. Sydney va a trovare Irina, la quale le dice che la missione potrebbe essere pericolosa e così le rivela quanto le vuole bene nonostante i suoi errori; la ragazza reagisce sentimentalmente. Intanto la finta Francie sta facendo il lavaggio del cervello a Will e lo obbliga a ricordare i codici per accedere a un satellite che permette il controllo dell'area di Panama. La sera prima della missione, Jack e Irina discutono sul suo dispositivo di rintracciamento e lui acconsente a toglierglielo per evitare che Sloane lo trovi e capisca il suo doppiogioco; poi finiscono a letto insieme. Weiss e Sydney, intanto, sono preoccupati per Vaughn e così lo rintracciano seguendo il segnale della sua auto; si trova in un bar e sta scambiando informazioni con un uomo. Sydney lo affronta di nuovo e lo obbliga a rivelarle la verità. Non è una spia, ma ha fatto fare delle indagini pagate con i suoi soldi per scoprire tutto ciò che poteva su Irina Derevko. Non si fida di lei, essendo l'assassina di suo padre, e così ha deciso di indagare da solo per scovare qualunque dettaglio che la metta in cattiva luce e sveli i suoi veri piani, ma non ha trovato niente.
Intanto a Panama, Irina viene raggiunta da Sark in limousine e riesce a convincerlo a portare le sue guardie del corpo (in realtà agenti CIA) all'incontro con Sloane; Jack e la Delta Force sono pronti a intervenire e seguono la limousine dal satellite. Tuttavia Sloane, grazie alle indicazioni di "Francie", riesce a bloccare le frequenze del satellite e la CIA perde la trasmissione. Jack non può più seguire Irina nemmeno dal rintracciante, dato che gliel'ha tolto, così viene mandata la Delta Force in elicottero. Seguono la macchina con Sark e Irina, ma l'uomo fa in modo che si crei uno scambio di auto e la CIA segue quella sbagliata. Quando Jack raggiunge l'auto, trova solo un uomo pagato per guidarla, ma di Sark non c'è traccia. L’uomo capisce di essere stato ingannato da Irina. Sark raggiunge Sloane con la limousine e, uccise le due guardie di Irina, la invita a scendere dall'auto. Irina vede Arvin Sloane e lo ringrazia per averla recuperata e gli porge il manoscritto di Rambaldi rubato di nascosto alla CIA...

## La verità ha bisogno di tempo
- Titolo originale: Truth Takes Time
- Diretto da: Nelson McCormick
- Scritto da: J.R. Orci

### Trama
Sydney sta inseguendo sua madre in un sotterraneo e riesce a spararle su una scala che porta all'esterno; Syd la raggiunge e poco dopo inizia a piangere sul cadavere di qualcuno...
Cinque giorni prima, Vaughn viene messo sotto inchiesta e intanto Jack rivela a Sydney che Irina li ha traditi. La donna è delusa, si reca nella cella dove si trovava sua madre e Dixon cerca di consolarla; quando trova i suoi orecchini, Sydney li porta via, ma confessa che vorrebbe Irina morta.
Irina e Sark dovranno andare in Germania per prelevare dei dati di un database genetico, mentre Sloane andrà in Toscana con sua moglie Emily dove ha appena acquistato una villa. Alla CIA Jack viene messo a capo delle operazioni al posto di Kendall e rivela di aver impiantato nella spalla di Irina un dispositivo rintracciante con avviamento ritardato al posto del primo. Non appena si avvierà rintracceranno sia Irina che Sloane. 
Al poligono, Sydney si sfoga e viene raggiunta da Vaughn, che se l'è cavata con qualche limitazione degli accessi ai file segreti; anche lui ha saputo di Irina e Sydney gli dice che ha sempre avuto ragione a indagare su di lei. Michael è convinto che dovrebbe stare fuori dall'operazione perché rischia di esitare in un eventuale scontro con sua madre, ma Sydney è convinta che non avrà alcuna remora. Kendall, intanto, affronta Jack e lo accusa di averlo prevaricato: prima l'ha convinto a fidarsi di Irina e poi le ha impiantato un trasmettitore; ma Jack non è interessato al suo posto, lo lascerà certamente quando avranno ripreso Irina. Quando il tracciante si attiva, Sydney e Vaughn vanno a Stoccarda dove Irina sta fingendo di essere una rappresentante farmaceutica per accedere ai server genetici; Sark si rende conto che la CIA li ha trovati e così raggiunge Irina. Trovano il trasmettitore nel corpo di Irina e per eliminarlo lui usa un defribillatore. Successivamente Irina scarica i dati di un progetto simile a quello "genoma umano", mentre Sark piazza una bomba. Entrambi fuggono dall'edificio e Sark si scontra con Vaughn e gli spara, poi fugge; fortunatamente l'agente aveva il giubbotto anti-proiettile. Vaughn e Sydney cercano ancora Irina nell'edificio e quando la donna li vede chiama sua figlia per farsi seguire all'esterno, in questo modo la salva dall'esplosione. Irina e Sark raggiungono Sloane, costretto a fuggire dalla villa in Toscana per la sua sicurezza. Emily è sconvolta quando vede "Laura", che credeva morta da più di 20 anni. Sloane cerca di spiegarle i suoi progetti su Rambaldi e le chiede di fidarsi di lui. Will mette al corrente la squadra che i file presi da quella ditta racchiudono il patrimonio genetico di milioni di persone e Marshall teme che Sloane possa creare un virus genetico sulla base del DNA di specifici individui. Più tardi, a cena con Will e Francie, Vaughn si vede regalare una cravatta dall'amica di Sydney; nonostante sia lei che Will trovino strana la cosa, non ci fanno molto caso. Alla CIA scoprono un filmato dell'ambasciata americana di Firenze: Emily si è consegnata alle autorità e parlerà solo con Sydney. Quando la ragazza arriva in Italia, Emily le dice di essere pronta a consegnare loro Arvin ma in cambio chiede che non gli venga data la pena di morte. Nonostante Emily sappia di aver deluso Sydney, la ragazza le confessa che l'ha sempre considerata la sua vera madre. Sloane è provato dall'odio di Emily per ciò che fa e propone a Irina di darle tutto ciò che ha su Rambaldi e tutte le sue proprietà e la rete di contatti perché non vuole perdere sua moglie; si incontreranno alla villa in Toscana per lo scambio. Al momento dell'incontro, Emily indossa un microfono e attende che la squadra CIA entri in azione; tuttavia, quando il marito le confessa di amarla e di voler abbandonare tutto per lei, Emily cede e fa vedere a Sloane il microfono. Allora Sydney e gli altri fanno irruzione in casa e iniziano a inseguire sia Sloane che Irina, arrivata insieme all'uomo. Sydney insegue sua madre nei sotterranei e le spara, ma a una spalla: esita nel momento in cui potrebbe finirla, però le fa cadere il cd con i dati dei dna e lo recupera. All'esterno, Sloane ed Emily stanno fuggendo verso un elicottero dove li attende Sark, ma Dixon li tiene sotto tiro. Quando spara a Sloane, tuttavia, sbaglia il colpo in quanto distratto da un elicottero e al suo posto colpisce Emily, che cade a terra, morta. Sloane deve fuggire nonostante il dolore e Sydney si accascia sulla povera Emily, sconvolta. 
Più tardi a Los Angeles, Sydney e Vaughn sono in camera di lei e improvvisamente sentono dei segnali; sapendo che non sono i loro cercapersone, Sydney si rende conto che il suono proviene dagli orecchini di Irina e i due agenti impiegano poco a capire che sta mandando un messaggio in codice Morse: "La verità ha bisogno tempo"...

## Fine del gioco
- Titolo originale: Endgame
- Diretto da: Perry Lang
- Scritto da: Sean Gerace
  - Christian Slater è Neil Caplan

### Trama
Dixon chiede perdono a Sydney per aver sparato a Emily nonostante non avesse una buona visuale, ma lei non lo incolpa. Lui comunque le dice che chiederà il trasferimento. Sloane, invece, è furioso e vuole scoprire il responsabile della morte di sua moglie: chiama "Francie" e le chiede di trovare le immagini satellitari di quello che è successo in Toscana. Sydney incontra Elsa Caplan perché si è resa conto che il suo interrogatorio era stato troppo superficiale; le chiede di fare un'ipnosi regressiva per cercare di ricordare qualcosa, ma lei si oppone e l'accusa di incolparla di non fare abbastanza per riportare indietro suo marito Neil. Quest'ultimo è alle prese con Irina, la quale vuole che lui decodifichi il database del DNA di milioni di individui per trovare un uomo specifico, ma lui non vuole collaborare finché non saprà qualcosa della sua famiglia. Irina gli permette di chiamare sua moglie a casa loro e quando lui la sente parlare capisce di avere ancora una ragione per vivere.
Sydney e Vaughn stanno lavorando a casa e dato che lui usa da tempo uno zaino per mettere le sue cose quando dorme da lei, la ragazza gli dona un cassetto del suo armadio; poi si rende conto che Caplan riceveva sempre una telefonata a scadenza regolare e che durava solo un minuto. Raggiunge Elsa e gli spiega che quelle chiamate venivano da un giornalista che lavora per un'organizzazione nota per essere la copertura di agenti dell'SVR (i servizi segreti russi). Dopo aver messo il giornalista sotto sorveglianza, la CIA ha rilevato un fax che gli è arrivato contenente una parola russa che significa "Fine del Gioco". In lacrime, Elsa confessa di essere lei l'agente russo e che quel fax significa che Neil morirà perché quando si sono conosciuti gli ha impiantato una capsula di cianuro nel braccio e ora i suoi superiori l'hanno attivata; nonostante questo lei è pronta a tradire il suo paese perché ama suo marito. Sydney vorrebbe andare in missione e rintracciare Neil, perché la capsula di cianuro ha anche un tracciante che può essere localizzato con dei mezzi particolari, ma Jack glielo proibisce categoricamente: non si fida di Elsa e la identifica come una donna simile a Irina Derevko. Allora Sydney va in cella a trovare Elsa e le passa un messaggio di nascosto, chiedendole di passarle in codice Morse il codice del trasmettitore. Poi si nasconde in un centro commerciale e compra il necessario per crearsi un alias fatto in casa e sfrutta alcune ragazze del college per scappare dagli agenti che Jack le ha messo alle calcagna per seguirla. Prima di andarsene chiama Vaughn e gli rivela con una frase in codice di stare andando in Russia. Quando Jack capisce il codice usato da Sydney è troppo tardi: lei è già in viaggio e Vaughn gli dice che sarebbe meglio aiutarla ora che è scappata, ma Jack non vuole saperne. Intanto Caplan cerca di scappare da Irina, ma Sloane gli spara a una gamba; invece Dixon parla con Diane e le chiede cosa deve fare, lei è finalmente pronta ad accettare il suo lavoro e gli permette di fare ciò che lo rende davvero felice. A Mosca Sydney conquista la fiducia dell'uomo che potrà darle il materiale per il dispositivo di localizzazione e poi lo paga; più tardi chiama Vaughn e gli dice che sta andando in Spagna perché è lì che si trova Caplan, lui le dice di aspettarlo e che andrà con lei. Intanto "Francie" sfrutta l'accesso alla CIA di Will per trovare le immagini della morte di Emily e così Sloane scopre che è stato Dixon a ucciderla e chiede a Francie di intervenire. Vaughn e Sydney si trovano in Spagna e hanno solo 12 minuti per trovare Caplan prima che la capsula di cianuro si attivi. Entrano nell'edificio e lottano con alcune guardie, venendo così scoperti da Sark. Mentre Vaughn lo insegue, Sydney rivela la verità a Caplan e gli toglie la capsula di cianuro, scoprendo con sorpresa che anche lui è un agente, dell'NSA. Quando l'uomo torna a Los Angeles, lui e sua moglie si perdonano a vicenda per essersi tenuti nascosti le loro doppie vite. Jack ha concesso a Elsa lo status di disertrice: lei non è Irina Derevko; però promette a Sydney che la farà trasferire se gli disubbidirà ancora. Marshall scopre che c'è stato un ingresso non autorizzato alle immagini satellitari della Toscana e spiega a Jack che è avvenuto dall'interno dell'ufficio; intanto Syd e Vaughn sono a cena con Marcus e Diane, finalmente riconciliati. Quando escono per tornare a casa, la macchina su cui è salita Diane salta in aria: è stata la falsa Francie su ordine di Sloane...

## Conto alla rovescia
- Titolo originale: Countdown
- Diretto da: Lawrence Trilling
- Scritto da: R.P. Gaborno, Jeff Pinkner Sean Gerace
  - David Carradine è Conrad
  - Danny Trejo è Emilio Vargas

### Trama
Siamo in azione e Dixon sta minacciando un uomo di farsi esplodere con del C-4, mentre Sydney cerca di calmarlo e con Vaughn che mira l'arma verso di lui e sta per premere il grilletto perché gli è stato ordinato di fermare Marcus...Torniamo a 72 ore prima e ci ritroviamo al funerale di Diane, dove Vaughn vede Dixon prendere delle pillole. Più tardi svela a Sydney cosa ha visto e le confessa di essere preoccupato perché tornerà subito in missione dopo la morte della moglie; lei dice che capisce come si sente Dixon, perché ha provato lo stesso con Danny. Sloane non è soddisfatto: nonostante la morte di Diane non trova la pace, così decide di andarsene e lascia tutto nelle mani di Sark e Irina. Alla CIA arrivano il direttore Brandon dell'NSA e l'esperta di Rambaldi Carrie Bowman; Marshall ha scoperto un codice nei manoscritti di Rambaldi: si tratta del DNA di un uomo di nome Proteo Di Regno, residente a Panama. Questo DNA è stata la chiave per decifrare la pagina 94 del manoscritto di Rambaldi, che racchiude una serie di profezie che si sono tutte avverate. L'ultima porta la data di un evento futuro che accadrà entro 48 ore, ma non si sa cosa sia. Syd e Dixon arrivano a Panama e trovano l'uomo già morto: gli hanno portato via il cuore; ma Sydney recupera un pezzo di un pollice di un guanto in lattice e Marshall ne ricostruisce l'impronta scoprendo che è di un uomo di nome Emilio Vargas. Vaughn, preoccupato per Dixon, chiede a Jack di sospenderlo dalle missioni, ma lui non accetta; allora si rivolge alla dottoressa Barnett. Intanto Marshall inizia a conoscere Carrie e i due chiacchierano sulla fede e su Rambaldi, per poi decidere di uscire insieme se sopravviveranno a questo "evento catastrofico". Dixon e Sydney trovano Vargas e lo obbligano a rivelare dove ha mandato il cuore di Di Regno; dopo una lotta con spade e armi da taglio, Dixon manifesta un'estrema brutalità contro l'uomo e Sydney ne rimane sconvolta. Tornati a Los Angeles, Dixon viene chiamato a colloquio con la Barnett, che non è convinta che lui sia pronto ad andare in missione. Dixon non sa chi sia stato a richiedere un suo colloquio con la Barnett, ma rivela a Sydney di avere usato dei sedativi e che ora gli faranno un test anti-droga. Sydney scopre che è stato Vaughn a coinvolgere la Barnett e i due litigano perché lui ritiene che sia lei sia Dixon prendano la faccenda sul personale e non siano obiettivi. Intanto Sloane è in Nepal e raggiunge un monastero in cui trova Conrad, l'uomo che trent'anni prima l'aveva iniziato alla conoscenza di Rambaldi. Vorrebbe ucciderlo perché è solo colpa sua se Emily è morta, ma Conrad gli dice che gli deve rivelare qualcos'altro. A casa di Sydney, Vaughn le chiede scusa e le dice che i test di Dixon erano negativi; poi Sydney va a trovare Dixon che le rivela di aver falsificato i test e la scongiura di non dire niente alla CIA. Sydney va a parlare con la Barnett e le dice che ritiene Dixon abile all'azione, ma nel frattempo l'uomo si reca su un ponte e si mette in piedi, pronto a buttarsi di sotto...La mattina dopo Dixon arriva tardi al lavoro, però promette a Sydney che sarà pronto e vigile durante la missione a Cartagena, dove dovranno recuperare il cuore di Di Regno. In missione Dixon e Sydney trovano un uomo che sa dove si trova il cuore, ma non vuole parlare; allora Dixon prende in mano l'esplosivo e lo minaccia di farsi saltare in aria. Il direttore Brandon ordina a Vaughn di uccidere Dixon, ma lui non vuole obbedire. Mentre il conto alla rovescia raggiunge lo zero, l'uomo terrorizzato rivela in quale posto si trova il cuore; ma quando il contatore arriva a zero la bomba non esplode, si trattava di un bluff da parte di Dixon. Il gruppo trova il cuore di Di Regno proprio allo scoccare della mezzanotte e sono tutti convinti che Rambaldi si fosse sbagliato, dato che non si è verificato nessun evento apocalittico. Ma in realtà, in Nepal, proprio allo scoccare dell'ora prevista da Rambaldi, Sloane legge un manufatto datogli da Conrad e capisce che il suo viaggio è appena iniziato; probabilmente è questo l'evento previsto dal profeta. Dixon confessa a Sydney che stava per suicidarsi, ma poi ha sentito nell'aria dei bambini che piangevano e così ha capito che doveva tirare avanti per Diane e per i suoi bambini. Tornati a Los Angeles, Sydney e Vaughn sono in un parco e mangiano del gelato; lei gli confessa che sapeva che Dixon aveva falsificato le analisi e che le dispiace di averlo deluso. Vaughn la perdona e i due iniziano a camminare teneramente abbracciati.

## Il secondo duplicato
- Titolo originale: Second Double
- Diretto da: Ken Olin
- Scritto da: Breen Frazier, Crystal Nix Hines

### Trama
La finta Francie informa Sark che Will potrebbe essere compromesso e così lui chiede a Irina se deve ucciderlo, ma lei risponde di no. Gli suggerisce invece di incastrarlo e farlo passare come il secondo duplicato che la CIA sta cercando. Allora “Francie” ipnotizza Will e lo obbliga a dimenticare dei particolari della sua vita e usa un laser per modificare la sua retina e convincere la CIA che è davvero lui il secondo duplicato.
Jack fa arrestare Will perché Marshall ha scoperto che era il suo l'account con cui c'è stato l'accesso non autorizzato alle immagini dei satelliti; inoltre fra le sue cose hanno trovato la registrazione ripresa in camera di Sydney della notte passata con Vaughn. Syd non vuole credere che Will sia il duplicato, così gli rivela che hanno trovato le tipiche proteine sviluppate dai cloni durante la sua scansione oculare, però gli chiede anche se si ricorda in quale stanza si erano baciati quella volta che avevano bevuto troppo e Will non si ricorda i dettagli. Sydney rivela a “Francie” che lavora per la CIA e le spiega cosa sia successo a Will, e allora “Francie” coglie l'occasione per depistarla, dicendole che Will era cambiato da un po' di tempo. Dixon va a trovare Will in cella poiché è convinto che abbia ucciso Diane: sono state trovate le impronte sul detonatore che ha innescato la bomba nella sua auto. Anche Dixon concede una possibilità a Will e gli chiede come si sono conosciuti, ma Will non ricorda nulla; Dixon comincia a strangolarlo, accusandolo di avere ucciso sua moglie, ma per fortuna la sua rabbia cede il posto al buonsenso, mollando la presa su Will appena in tempo. Kendall ordina il trasferimento di Will a Camp Harris per farlo interrogare e così Sark ordina a “Francie” di prelevarlo durante il viaggio, per far capire ulteriormente alla CIA quanto conta per loro, e poi ucciderlo. Intanto Syd e Vaughn vanno a Berlino in un sex-club dove dovranno contattare il dottor Jurgen per avere informazioni sul progetto Elica. Sydney lo adesca vestita con abiti sadomaso e lo lega, poi lei e Vaughn lo minacciano di mandare le foto con lei a sua moglie. Jurgen rivela che il progetto Elica faceva un back up dei dati in una server farm europea, ma non sa quale sia, così come non sa quale sia il secondo duplicato. Durante il trasferimento, il furgone di Will viene assaltato; lui riesce a scappare e Dixon è il solo sopravvissuto della scorta; Sydney è furiosa con Kendall e continua a non credere che il suo amico Will sia un duplicato. Poi riceve una chiamata da lui che le dice di non potersi più fidare di lei perché ha rovinato la sua vita; poi però ricorda che il dottore Markovic aveva degli affare immobiliari a Marsiglia e forse questo può aiutarla a trovare la server farm. Purtroppo anche la finta Francie ascolta la conversazione e contatta Sark, il quale poi rivela a Irina cosa ha fatto con Will. Irina è arrabbiata per l'ordine che ha dato a “Francie”, ma Sark propone di raggiungere la server farm prima di Sydney e minacciarla di cancellare i dati per ottenere in cambio una carta magnetica per accedere a un magazzino governativo dove si trova il cuore di Di Regno.
Jack scopre dalle analisi della scientifica che le impronte di Will sono state messe sul detonatore dopo che è stato ripulito, così invita Sydney ad andare con Vaughn a Marsiglia senza aspettare un ordine ufficiale. Lei gli fa notare che gli toglieranno il comando della task force, ma Jack le dice che non è tagliato per fare il capo. Il giorno dopo Jack è seduto a un tavolino di un bar e viene raggiunto a sorpresa da Sloane che vuole chiedergli di lavorare ancora con lui, ma Jack non accetta la proposta. Sloane è comunque convinto che lavoreranno di nuovo insieme e obbliga Jack a rimanere dov'è per mezz'ora senza usare il cellulare, altrimenti i cecchini che lo tengono sotto mira lo uccideranno. A Marsiglia, Sydney e Vaughn organizzano un piano per entrare nella server farm, ma purtroppo Irina è arrivata prima di loro: cancella tutti i file ma spiega a Sydney che ne ha fatto una copia di back up che le darà in cambio di un favore e che si farà sentire presto, poi fugge. Intanto Will, latitante, chiama “Francie” e i due scappano insieme in auto...

## Il "Dire"
- Titolo originale: The Telling
- Diretto da: J. J. Abrams
- Scritto da: J. J. Abrams

### Trama
Sydney è furiosa perché Irina l'ha battuta, ma Marshall riceve una serie di file da Irina stessa che sta trasmettendo il DNA del secondo duplicato. Intanto Will e “Francie” sono in un motel e lei sta per ucciderlo, quando vengono trovati dagli uomini della CIA; Will viene assolto dalle accuse perché il DNA non combacia e chiede scusa a Sydney per le brutte cose che le ha detto. Lei gli spiega che il nome allegato al DNA era quello di Allison G. Doren e Will afferma di averlo già sentito prima. Syd e Vaughn vanno a giocare a hockey, ma lui viene chiamato da Weiss; appena va via, Sydney viene raggiunta da Irina che la stende sul ghiaccio e le spiega tutta la storia: di come ha dovuto far finta di consegnarsi alla CIA e di come abbia scoperto come trovare tutti i manufatti di Rambaldi quando le hanno lasciato usare il computer. In realtà aveva fatto un patto con Sloane tempo prima per lavorare insieme e unire le ricerche su Rambaldi. Il deposito dell'NSA è stato attaccato e ora a Sloane manca solo il cuore di Di Regno, ma ha depositato tutti i manufatti in un magazzino a Zurigo. Irina chiede a Sydney perdono e la invita ad andare a Zurigo a prenderli, poi la colpisce e la fa svenire. Sark intanto incontra la finta “Francie” e, chiamandola Allison, le rivela che non possono invertire il processo di duplicazione perché il laboratorio di Marcovich è saltato in aria; poi la bacia ma si rende che lei è distante dicendole che si è innamorata di Will, ma lei nega.
Will incontra Weiss che lo fa accedere alle sue ricerche e così ritrova i file del Progetto Natale dove uno dei nomi era proprio quello di una certa Allison Georgia Doren. Chiamando i suoi genitori scopre che la bambina sarebbe morta anni prima in un incidente stradale ma che loro non sono stati in grado di riconoscere il corpo carbonizzato...A Zurigo Sydney e una squadra arrivano tardi: Sloane ha già fatto spostare tutti i manufatti altrove; nel frattempo Jack sta trasferendo il cuore di Di Regno, ma viene intercettato e rapito con esso. È Sloane che l'ha fatto rapire e gli confessa che sta assemblando la macchina più speciale di Rambaldi, “Il Dire”. Con il Cuore potrà farlo funzionare e scoprire il grande piano del profeta. Sydney riceve una chiamata di Irina che si scusa accusando Sloane e le rivela anche che Sark si troverà in un bar di Stoccolma la sera dopo invitandola ad andarci. Sydney e Vaughn si recano lì e iniziano a parlare di fare una vacanza a Santa Barbara, poi trovano Sark e lo arrestano. Lui confessa che Sloane è a Città del Messico e spiega agli agenti come arrivare nel suo rifugio e come disattivare gli allarmi. Syd e Vaughn si recano in Messico e fanno irruzione dove si trova Sloane proprio poco dopo che “Il Dire” è stato fatto funzionare. Sloane saluta Jack dicendogli che si rivedranno presto e poi fugge. Irina aiuta Syd e Vaughn con alcune guardie, poi scappa. Sydney la segue, mentre Vaughn cerca Sloane; intanto Dixon trova Jack. Sydney e Irina si ritrovano sul tetto del grattacielo e la madre le rivela che Sloane è convinto di essere stato scelto da Rambaldi per diffondere la sua parola, ma anche lei è stata scelta e dovrà fermarlo. Poi si lascia cadere nel vuoto appesa a un cavo e riesce a scappare. Will è tornato a casa ed Allison sembra felice di vederlo, finché non scopre che sta indagando proprio su di lei; Will va in bagno a cercare un'aspirina e trova il Provacillium, una medicina che usano i cloni per contrastare la febbre. Chiama Sydney e le lascia un messaggio in segreteria, dicendole che crede che Francie sia il clone, poi sente dei rumori. Lui e Allison ingaggiano una lotta e alla fine lei ha la meglio e lo accoltella, però gli dà un bacio e piange disperatamente dopo averlo fatto. Vaughn porta Sydney a casa e le rivela di aver prenotato un week-end a Sant Barbara, poi la lascia per andare a finire un rapporto prima di partire. In casa tutto sembra normale, Sydney prende del gelato e ascolta i messaggi in segreteria e sente quello di Will su Allison. Cercando di essere disinvolta, offre a Francie del gelato, poi corre in camera a prendere la pistola, ma Allison si è ricordata in cosa ha sbagliato: alla vera Francie non piace il gelato al caffè. Le due donne ingaggiano una lotta terribile finché Sydney riesce ad avere la meglio sparando ad Allison. Poi, esausta, sviene. Quando si risveglia, Sydney si ritrova a Hong Kong e contatta Kendall, che le dice di andare al rifugio e aspettare il contatto. Mentre attende, la ragazza nota che ha una cicatrice sul ventre e non capisce quando se la sia procurata. Poco dopo è raggiunta da Vaughn che l'abbraccia e la invita a sedersi, sembra sconvolto e le dice che la credevano morta. Afferma poi che gli hanno chiesto di tornare per spiegarle, ma Sydney però non capisce cosa voglia dire e nota improvvisamente che l'uomo ha la fede al dito e gli chiede perché. Vaughn le dice che dalla notte in cui ha combattuto con Francie è sparita per quasi due anni...